# Leichtathletik-Europameisterschaften 2016/Halbmarathon der Männer

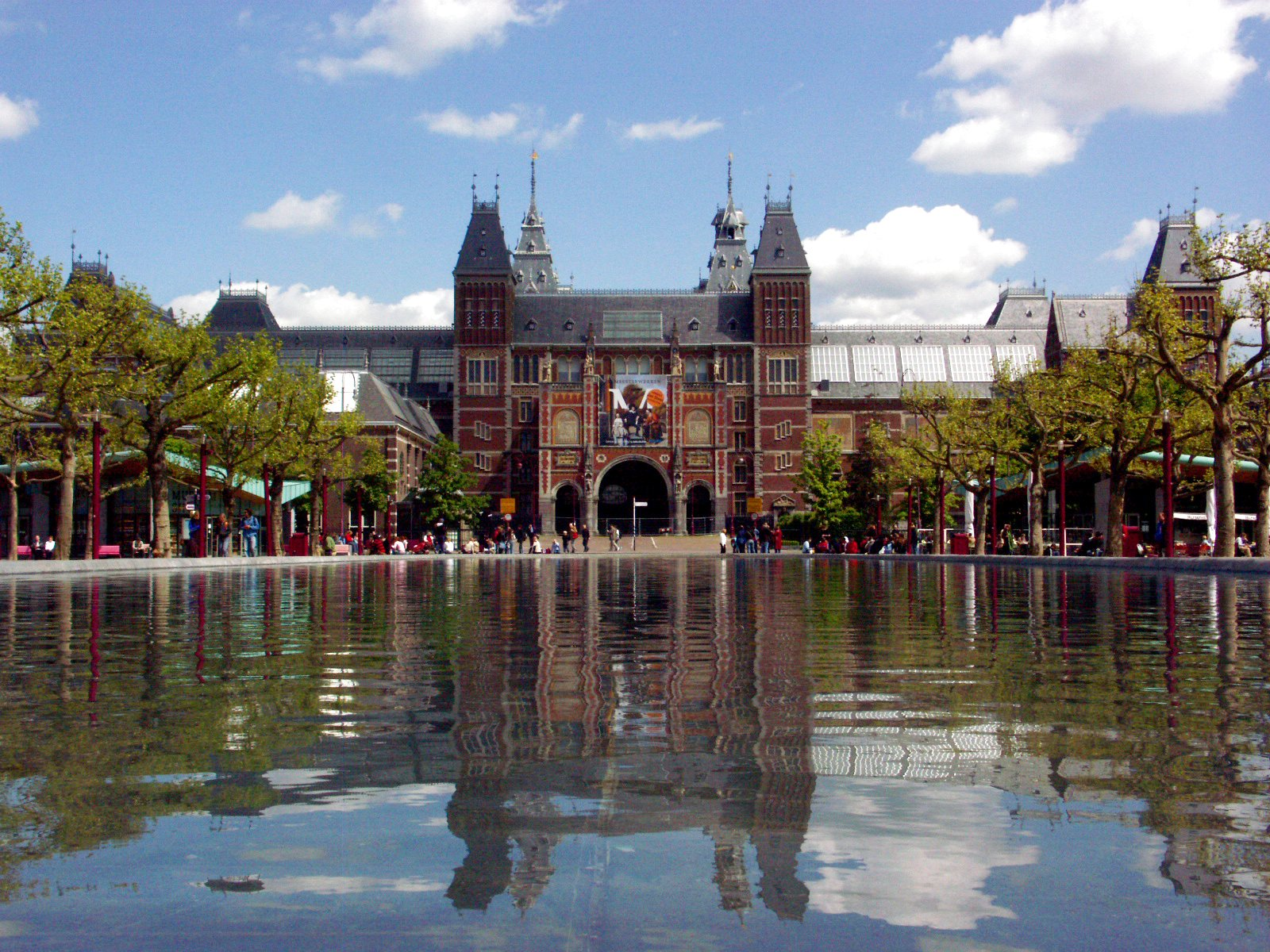
Das Amsterdamer Rijksmuseumim Jahr 2006

Der Halbmarathon der Männer bei den Leichtathletik-Europameisterschaften 2016 wurde am 10. Juli 2016 in der niederländischen Hauptstadt Amsterdam mit Start und Ziel am Rijksmuseum ausgetragen. Diese Distanz stand erstmals auf dem Programm von Leichtathletik-Europameisterschaften. Der Wettbewerb kam wegen der in wenigen Wochen stattfindenden Olympischen Spiele als Ersatz für den doppelt so langen Marathonlauf ins EM-Angebot.
Europameister wurde der Schweizer Tadesse Abraham. Er gewann vor dem Türken Kaan Kigen Özbilen. Bronze ging an den italienischen Marathon-Europameister von 2014, EM-Dritten über 10.000 Meter von 2010 und Vizeeuropameister über 10.000 Meter von 2012 Daniele Meucci.
Für die Teamwertung wurden die Zeiten der drei besten Läufer je Nation addiert. Die Wertung zählte allerdings nicht zum offiziellen Medaillenspiegel. Es siegte die Mannschaft aus der Schweiz vor Spanien und der Italien.

## Rekorde

### Bestehende Rekorde
| Weltrekord           | 58:23 min                                                 | Zersenay Tadese                                           | Lissabon, Portugal                                        | 21. März 2010                                             |
| Europarekord         | 59:32 min                                                 | Mo Farah                                                  | Lissabon, Portugal                                        | 22. März 2015                                             |
| Meisterschaftsrekord | Wettbewerb erstmals im Programm von Europameisterschaften | Wettbewerb erstmals im Programm von Europameisterschaften | Wettbewerb erstmals im Programm von Europameisterschaften | Wettbewerb erstmals im Programm von Europameisterschaften |

### Erster Meisterschaftsrekord
Der Schweizer Europameister Tadesse Abraham stellte mit seiner Siegerzeit von 1:02:03 h einen ersten EM-Rekord auf. Zum Europarekord fehlten ihm damit 2:31 min, zum Weltrekord 3:40 min.

## Ergebnis

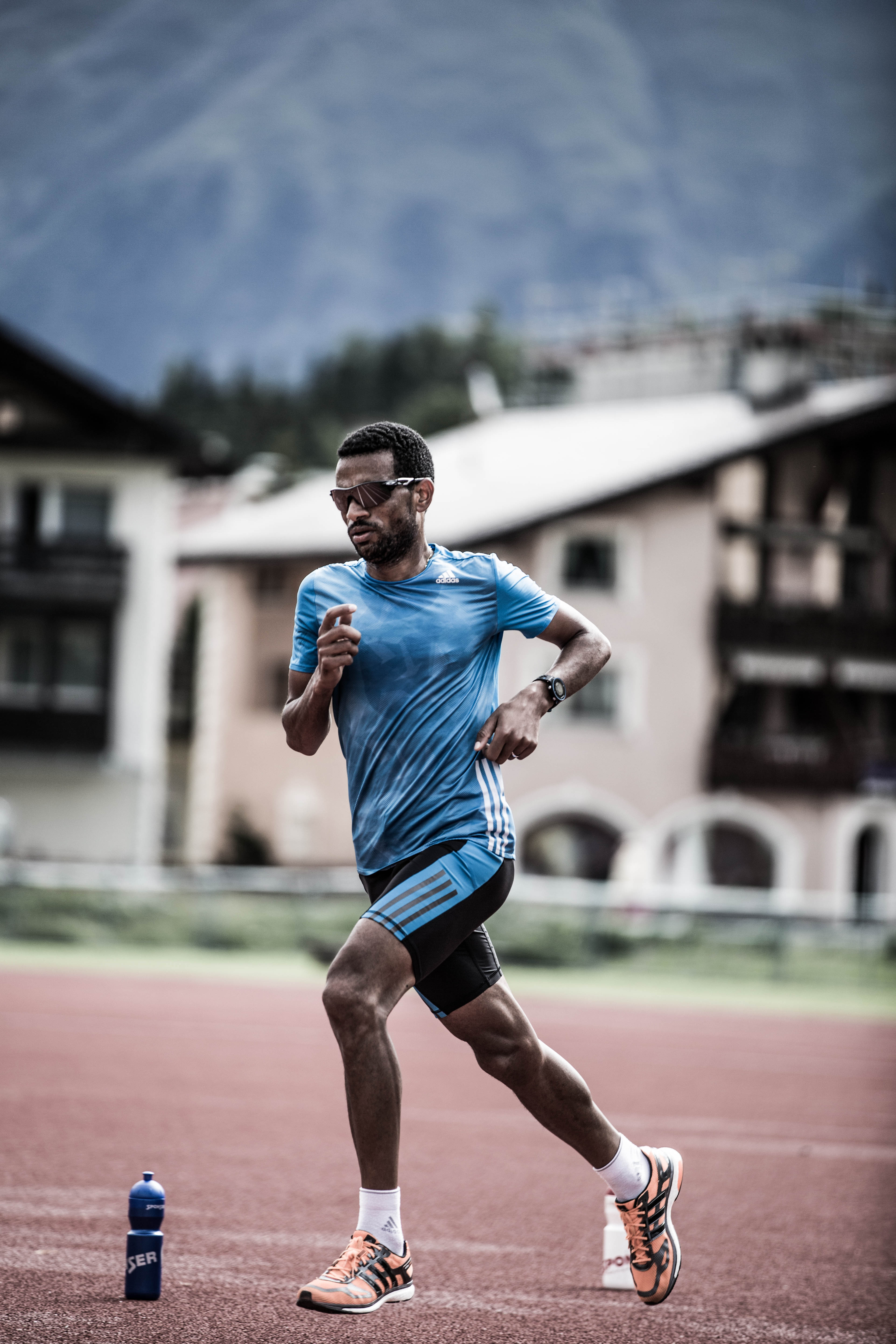
Europameister Tadesse Abraham

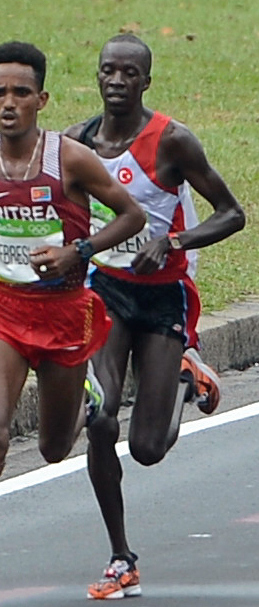
Vizeeuropameister Kaan Kigen Özbilen

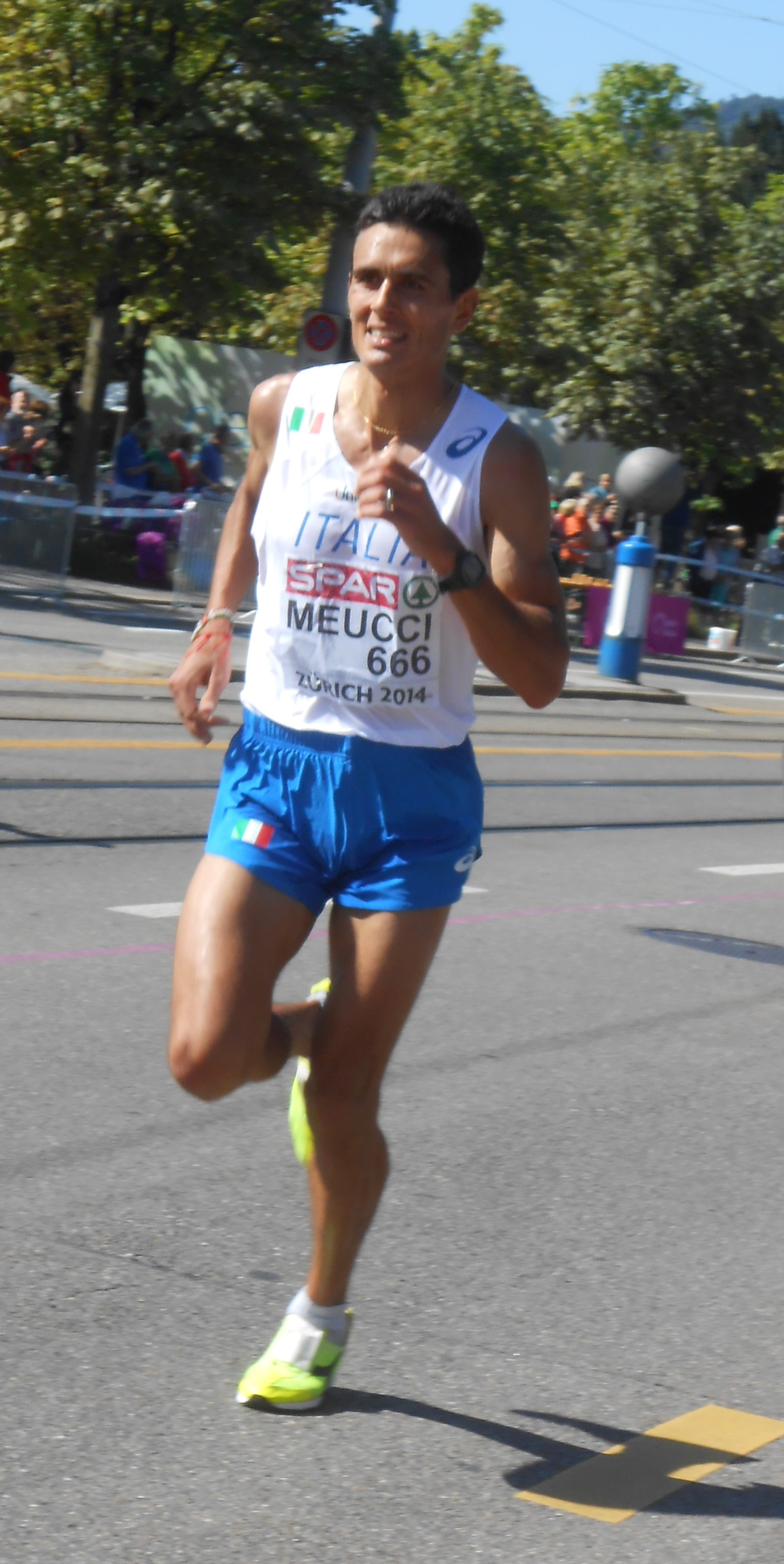
Bronzemedaillengewinner Daniele Meucci

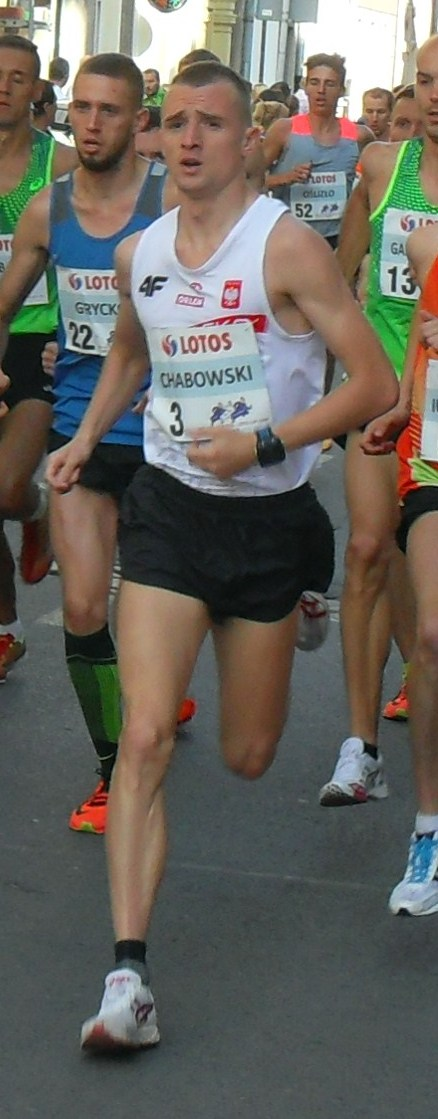
Marcin Chabowski – Rang vier

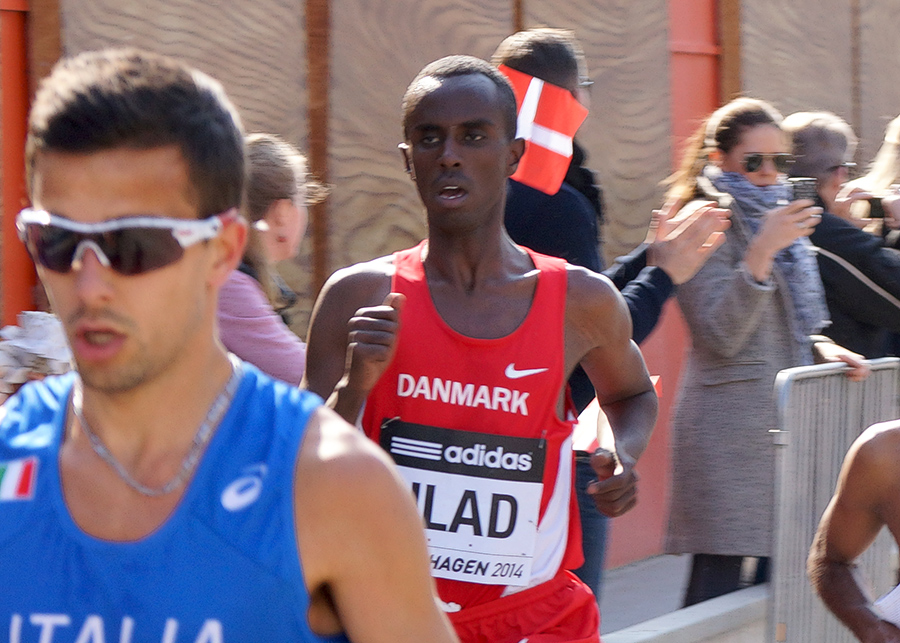
Abdi Hakin Ulad – Rang fünf

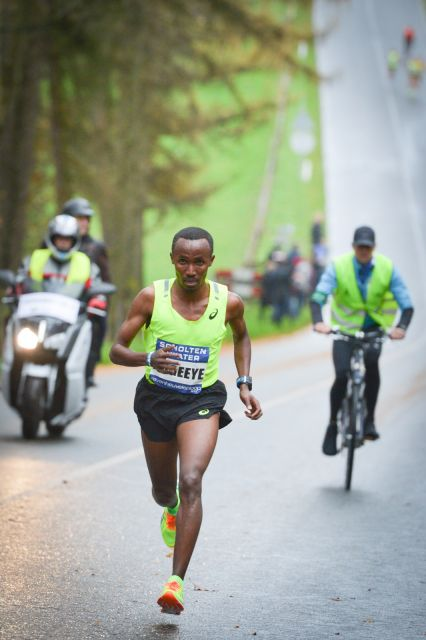
Abdi Nageeye – Rang sechs

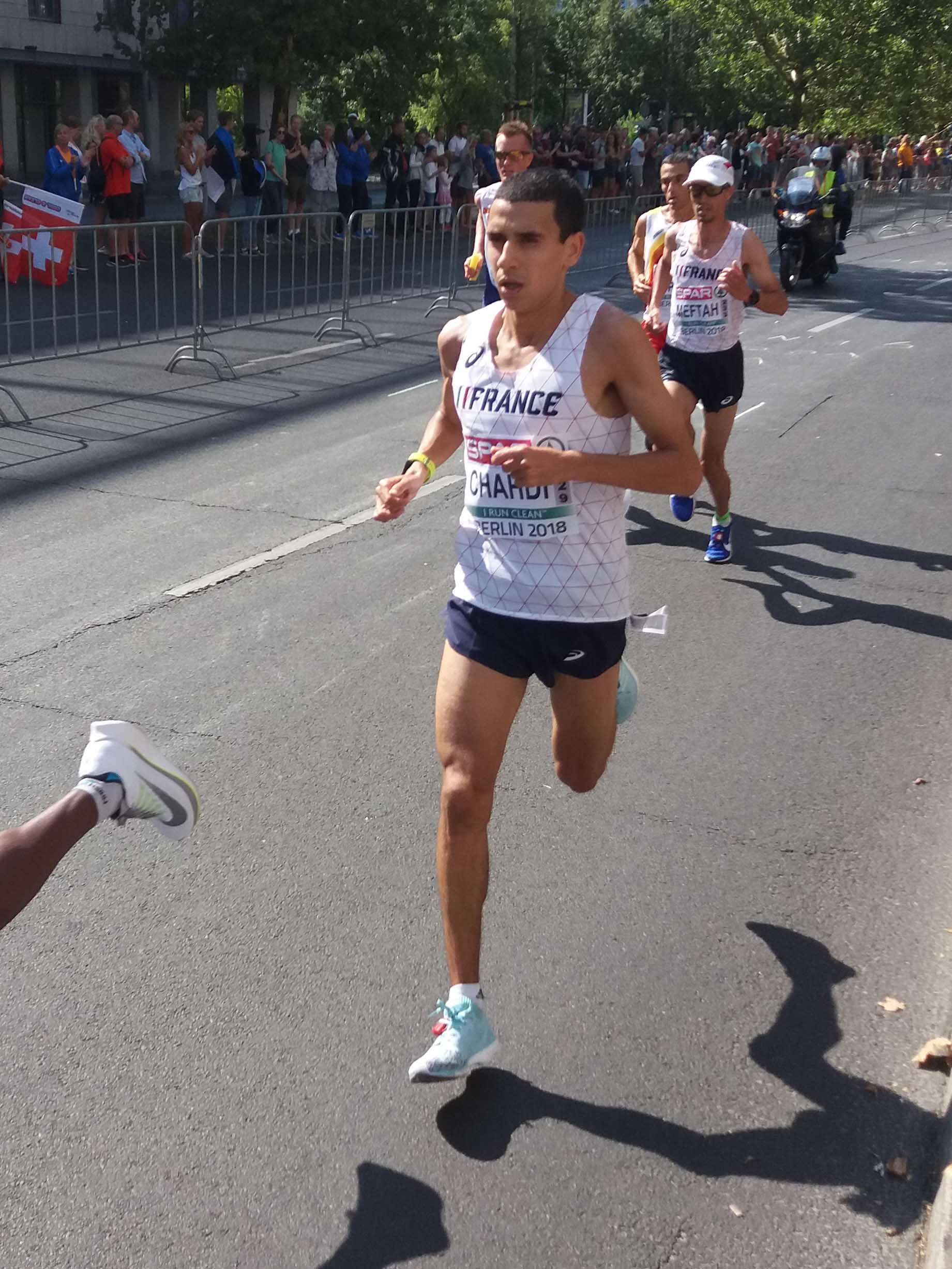
Hassan Chahdi – Rang sieben

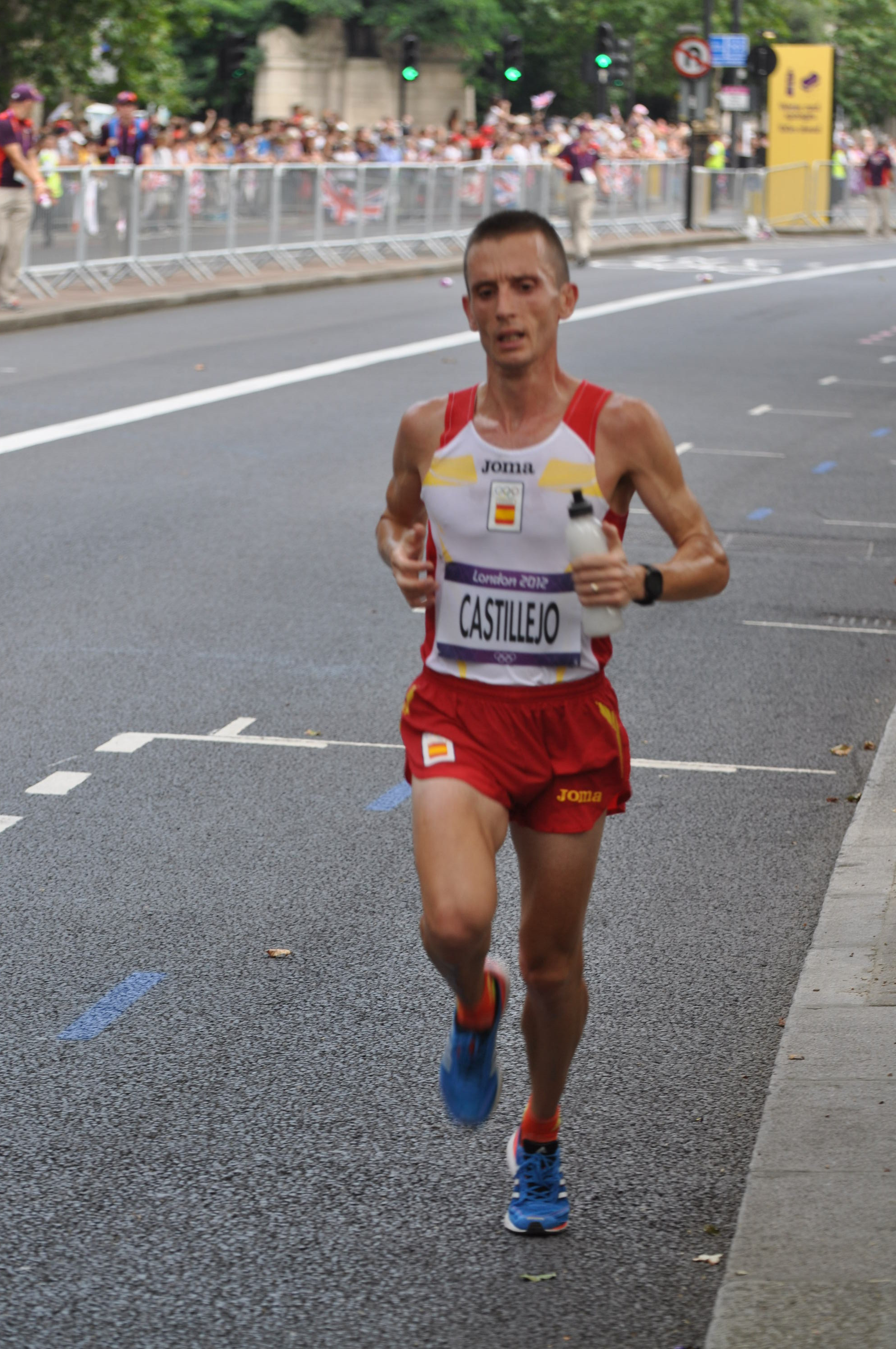
Carles Castillejo – Rang acht

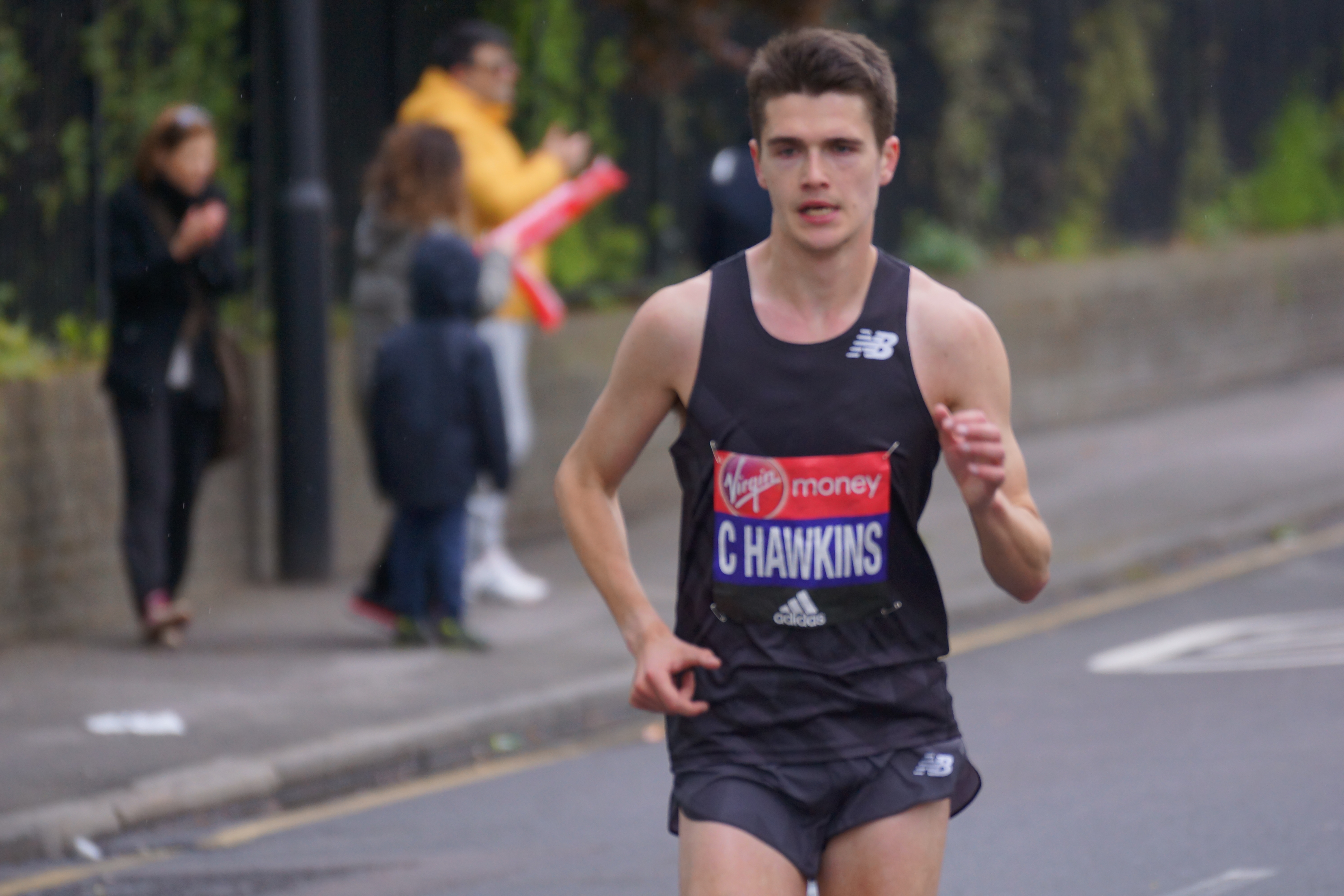
Callum Hawkins – Rang neun

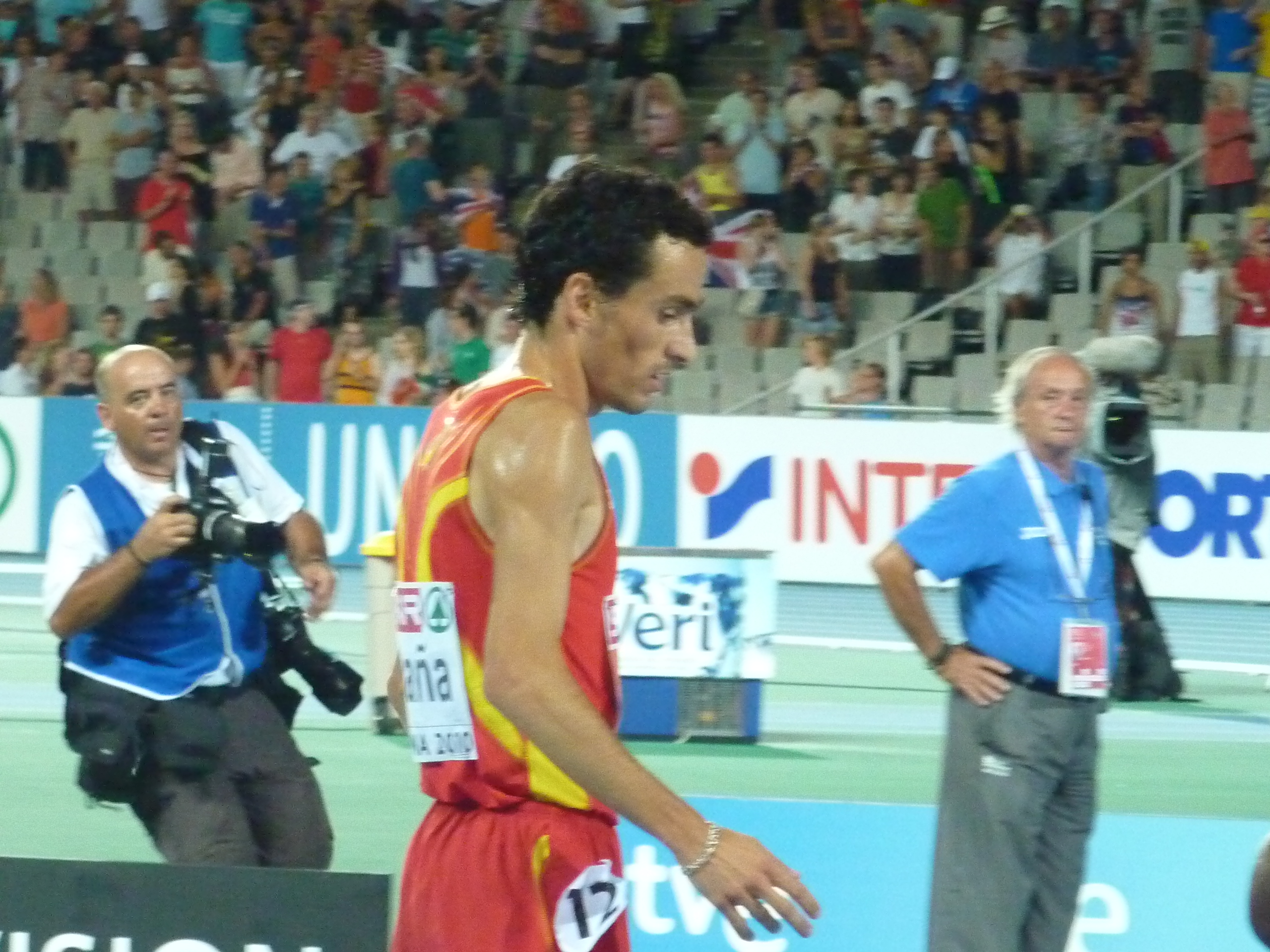
Jesús España – Rang zehn

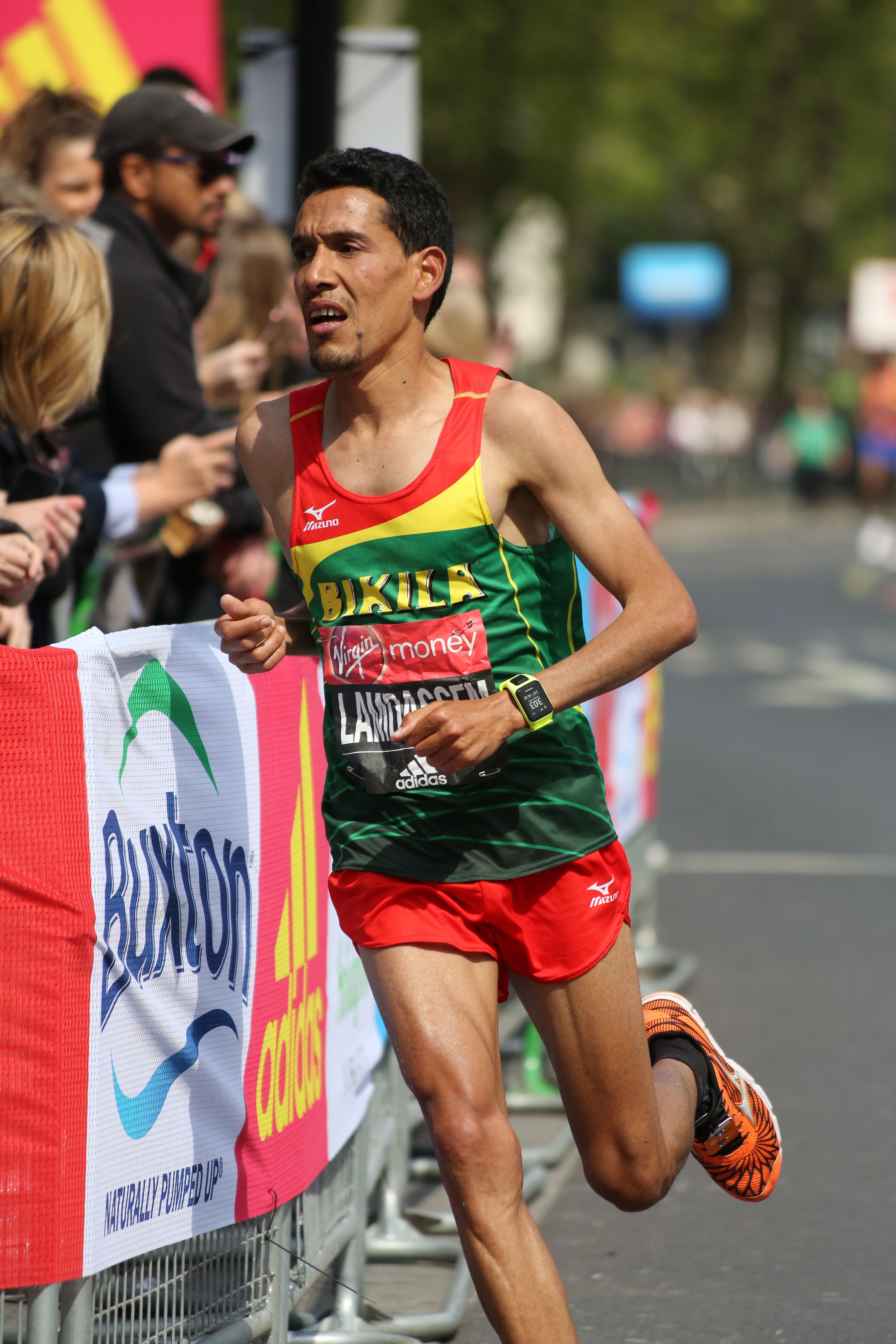
Ayad Lamdassem – Rang zwölf

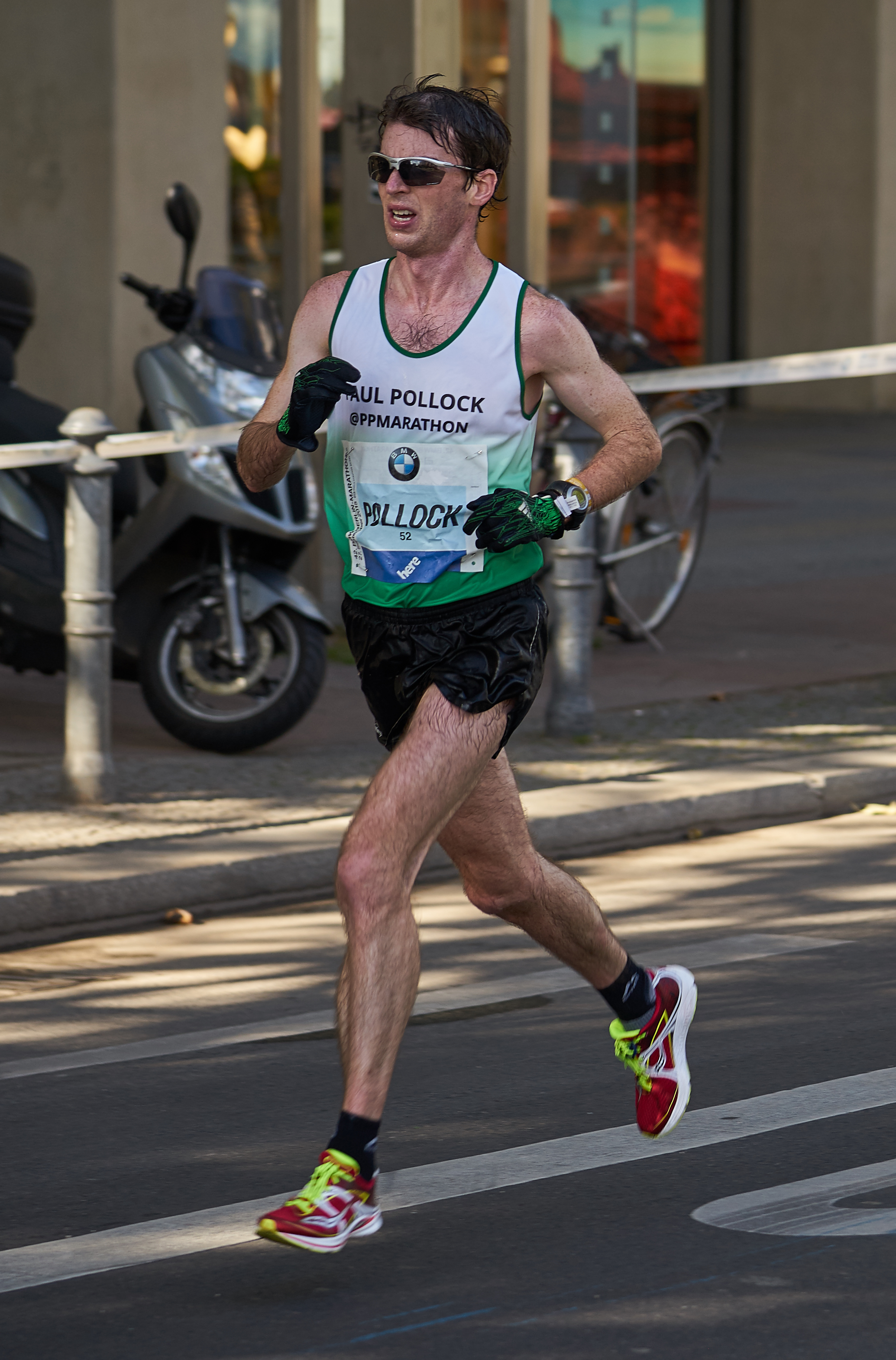
Paul Pollock – Rang siebzehn

10. Juli 2016, 9:50 Uhr
| Platz | Athlet                   | Land           | Zeit (h)   |
| ----- | ------------------------ | -------------- | ---------- |
| 0     | Tadesse Abraham          | Schweiz        | 1:02:03 CR |
| 0     | Kaan Kigen Özbilen       | Türkei         | 1:02:27    |
| 0     | Daniele Meucci           | Italien        | 1:02:38    |
| 04    | Marcin Chabowski         | Polen          | 1:02:54    |
| 05    | Abdi Hakin Ulad          | Dänemark       | 1:03:22    |
| 06    | Abdi Nageeye             | Niederlande    | 1:03:43    |
| 07    | Hassan Chahdi            | Frankreich     | 1:03:43    |
| 08    | Carles Castillejo        | Spanien        | 1:03:52    |
| 09    | Callum Hawkins           | Großbritannien | 1:03:57    |
| 10    | Jesús España             | Spanien        | 1:04:01    |
| 11    | Dmytro Lashyn            | Ukraine        | 1:04:11    |
| 12    | Ayad Lamdassem           | Spanien        | 1:04:13    |
| 13    | Stefano La Rosa          | Italien        | 1:04:15    |
| 14    | Mikael Ekvall            | Schweden       | 1:04:28    |
| 15    | Julien Lyon              | Schweiz        | 1:04:40    |
| 16    | Szymon Kulka             | Polen          | 1:04:47    |
| 17    | Paul Pollock             | Irland         | 1:04:58    |
| 18    | Ercan Muslu              | Türkei         | 1:05:00    |
| 19    | Evans Kiplagat           | Aserbaidschan  | 1:05:01    |
| 20    | Lemawork Ketema          | Österreich     | 1:05:10    |
| 21    | Mustafa Mohamed          | Schweden       | 1:05:11    |
| 22    | Roman Prodius            | Moldau         | 1:05:14    |
| 23    | David Nilsson            | Schweden       | 1:05:16    |
| 24    | Julian Flügel            | Deutschland    | 1:05:18    |
| 25    | Marius Ionescu           | Rumänien       | 1:05:21    |
| 26    | Adrian Lehmann           | Schweiz        | 1:05:21    |
| 27    | Michel Butter            | Niederlande    | 1:05:24    |
| 28    | Soufiane Bouchikhi       | Belgien        | 1:05:31    |
| 29    | Ruggero Pertile          | Italien        | 1:05:48    |
| 30    | Asbjørn Ellefsen Persen  | Norwegen       | 1:05:56    |
| 31    | Roman Fosti              | Estland        | 1:06:00    |
| 32    | Mick Clohisey            | Irland         | 1:06:00    |
| 33    | Philipp Pflieger         | Deutschland    | 1:06:01    |
| 34    | Kevin Seaward            | Irland         | 1:06:20    |
| 35    | Rui Pinto                | Portugal       | 1:06:28    |
| 36    | Tom Wiggers              | Niederlande    | 1:06:29    |
| 37    | Marius Øyre Vedvik       | Norwegen       | 1:06:29    |
| 38    | Xavier Chevrier          | Italien        | 1:06:31    |
| 39    | Bart van Nunen           | Niederlande    | 1:06:41    |
| 40    | Ihor Russ                | Ukraine        | 1:06:45    |
| 41    | Oleksandr Matwijtschuk   | Ukraine        | 1:06:53    |
| 42    | Matthew Bond             | Großbritannien | 1:07:00    |
| 43    | Yimer Getahun            | Israel         | 1:07:02    |
| 44    | Fredrik Uhrbom           | Schweden       | 1:07:06    |
| 45    | Mert Girmalegesse        | Türkei         | 1:07:07    |
| 46    | Serkan Kaya              | Türkei         | 1:07:09    |
| 47    | Christian Kreienbühl     | Schweiz        | 1:07:09    |
| 48    | Remigijus Kančys         | Litauen        | 1:07:12    |
| 49    | José Moreira             | Portugal       | 1:07:17    |
| 50    | Jarkko Järvenpää         | Finnland       | 1:07:21    |
| 51    | Jens Nerkamp             | Deutschland    | 1:07:22    |
| 52    | Lee Merrien              | Großbritannien | 1:07:29    |
| 53    | Yohan Durand             | Frankreich     | 1:07:32    |
| 54    | Jurij Russjuk            | Ukraine        | 1:07:38    |
| 55    | Jānis Viškers            | Lettland       | 1:07:40    |
| 56    | Marhu Teferi             | Israel         | 1:07:40    |
| 57    | Sergiu Ciobanu           | Irland         | 1:07:46    |
| 58    | Edwin Kipchirchir Kemboi | Österreich     | 1:07:51    |
| 59    | Milan Kocourek           | Tschechien     | 1:08:00    |
| 60    | Jonas Lurås Hammer       | Norwegen       | 1:08:06    |
| 61    | Konstadinos Gelaouzos    | Griechenland   | 1:08:09    |
| 62    | Roman Romanenko          | Ukraine        | 1:08:14    |
| 63    | Samuel Barata            | Portugal       | 1:08:30    |
| 64    | Jiří Homoláč             | Tschechien     | 1:08:34    |
| 65    | Daniele D’Onofrio        | Italien        | 1:08:41    |
| 66    | Romain Courcières        | Frankreich     | 1:08:42    |
| 67    | Marcel Berni             | Schweiz        | 1:08:47    |
| 68    | Hans Kristian Fløystad   | Norwegen       | 1:08:55    |
| 69    | Gábor Józsa              | Ungarn         | 1:08:57    |
| 70    | Berihun Wuve             | Israel         | 1:09:11    |
| 71    | Valentin Pfeil           | Österreich     | 1:09:34    |
| 72    | Iván Fernández           | Spanien        | 1:09:38    |
| 73    | Yavuz Ağralı             | Türkei         | 1:09:41    |
| 74    | Anton Kosmač             | Slowenien      | 1:09:45    |
| 75    | Eirik Gramstad           | Norwegen       | 1:09:55    |
| 76    | Rui Pedro Silva          | Portugal       | 1:10:04    |
| 77    | Jonathan Hay             | Großbritannien | 1:10:08    |
| 78    | Ageze Guadie             | Israel         | 1:10:45    |
| 79    | Pavel Dymák              | Tschechien     | 1:10:55    |
| 80    | Andreas Kempf            | Schweiz        | 1:11:10    |
| 81    | Taras Salo               | Ukraine        | 1:11:24    |
| 82    | Vít Pavlišta             | Tschechien     | 1:11:58    |
| 83    | Marcel Tschopp           | Liechtenstein  | 1:15:36    |
| 84    | Ørjan Grønnevig          | Norwegen       | 1:18:12    |
| DNF   | Pedro Ribeiro            | Portugal       |            |
| DNF   | Khalid Choukoud          | Niederlande    |            |
| DNF   | Hendrik Pfeiffer         | Deutschland    |            |
| DNF   | Arne Gabius              | Deutschland    |            |
| DNF   | Mark Hanrahan            | Irland         |            |
| DNF   | Gary Murray              | Irland         |            |
| DNF   | Polat Kemboi Arıkan      | Türkei         |            |
| DNF   | Iolo Nikolov             | Bulgarien      |            |

## Ergebnis Teamwertung
| Platz | Land           | Athleten | Zeit (h) |
| ----- | -------------- | --- | -------- |
| 1     | Schweiz        | Tadesse Abraham Julien Lyon Adrian Lehmann ohne Wertung für das Team: Christian Kreienbühl Marcel Berni Andreas Kempf    | 3:12:04  |
| 2     | Spanien        | Carles Castillejo Jesús España Ayad Lamdassem ohne Wertung für das Team: Iván Fernández                                  | 3:12:06  |
| 3     | Italien        | Daniele Meucci Stefano la Rosa Ruggero Pertile ohne Wertung für das Team: Xavier Chevrier Daniele D’Onofrio              | 3:12:41  |
| 4     | Türkei         | Kaan Kigen Özbilen Ercan Muslu Mert Girmalegesse ohne Wertung für das Team: Serkan Kaya Yavuz Ağralı Kemboi Polat Arıkan | 3:14:34  |
| 5     | Schweden       | Mikael Ekvall Mustafa Mohamed David Nilsson ohne Wertung für das Team: Fredrik Uhrbom                                    | 3:14:55  |
| 6     | Niederlande    | Abdi Nageeye Michel Butter Tom Wiggers ohne Wertung für das Team: Bart van Nunen Khalid Choukoud                         | 3:15:36  |
| 7     | Irland         | Paul Pollock Mick Clohisey Kevin Seaward ohne Wertung für das Team: Sergiu Ciobanu Mark Hanrahan Gary Murray             | 3:17:18  |
| 8     | Ukraine        | Dmytro Lashyn Ihor Russ Oleksandr Matwijtschuk ohne Wertung für das Team: Jurij Russjuk Roman Romanenko Taras Salo       | 3:17:49  |
| 9     | Großbritannien | Callum Hawkins Matthew Bond Lee Merrien                                                                                  | 3:18:26  |
| 10    | Deutschland    | Julian Flügel Philipp Pflieger Jens Nerkamp                                                                              | 3:18:41  |
| 11    | Frankreich     | Hassan Chahdi Yohan Durand Romain Courcières                                                                             | 3:19:57  |
| 12    | Norwegen       | Asbjørn Ellefsen Persen Marius Øyre Vedvik Jonas Lurås Hammer                                                            | 3:20:31  |
| 13    | Portugal       | Rui Pinto José Moreira Samuel Barata                                                                                     | 3:22:15  |
| 14    | Österreich     | Lemawork Ketema Edwin Kemboi Valentin Pfeil                                                                              | 3:22:35  |
| 15    | Israel         | Yimer Getahun Maru Teferi Berihun Wuve                                                                                   | 3:23:53  |
| 16    | Tschechien     | Milan Kocourek Jiří Homoláč Pavel Dymák                                                                                  | 3:27:29  |

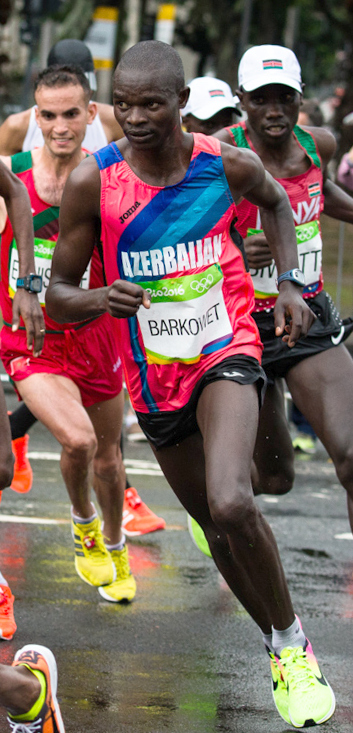
Evans Kiplagat – Rang neunzehn
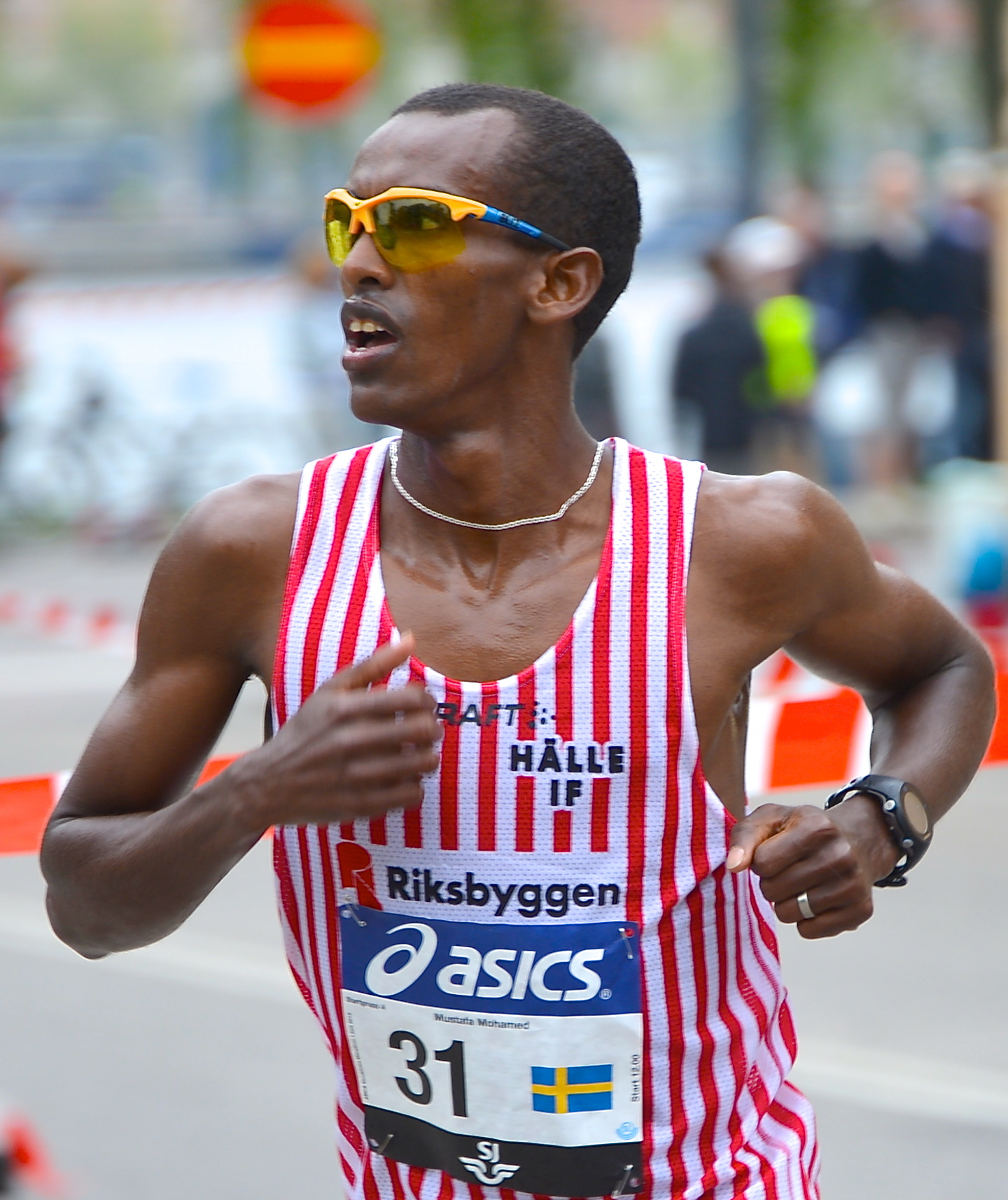
Mustafa Mohamed – Rang 21
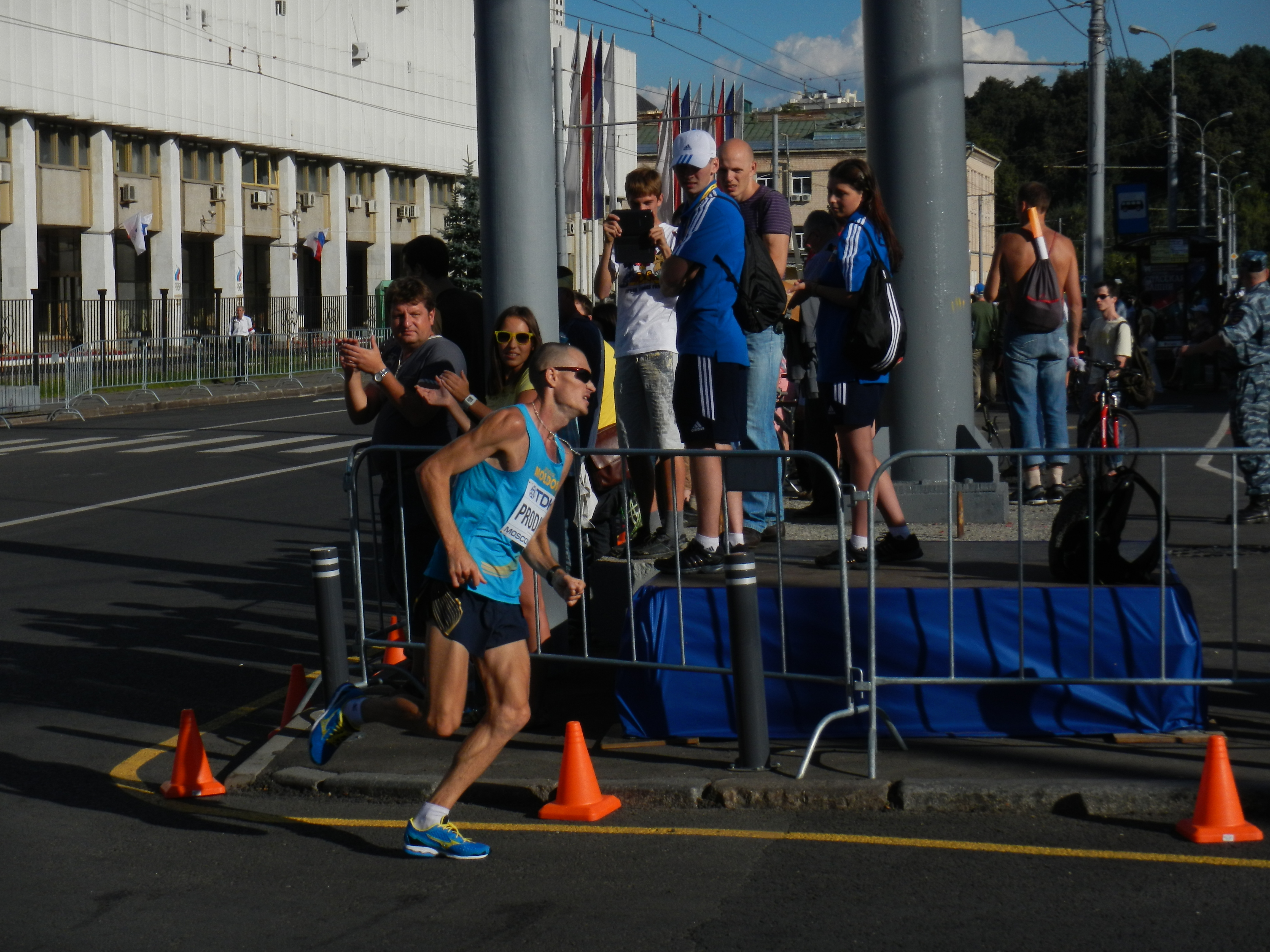
Roman Prodius – Rang 22
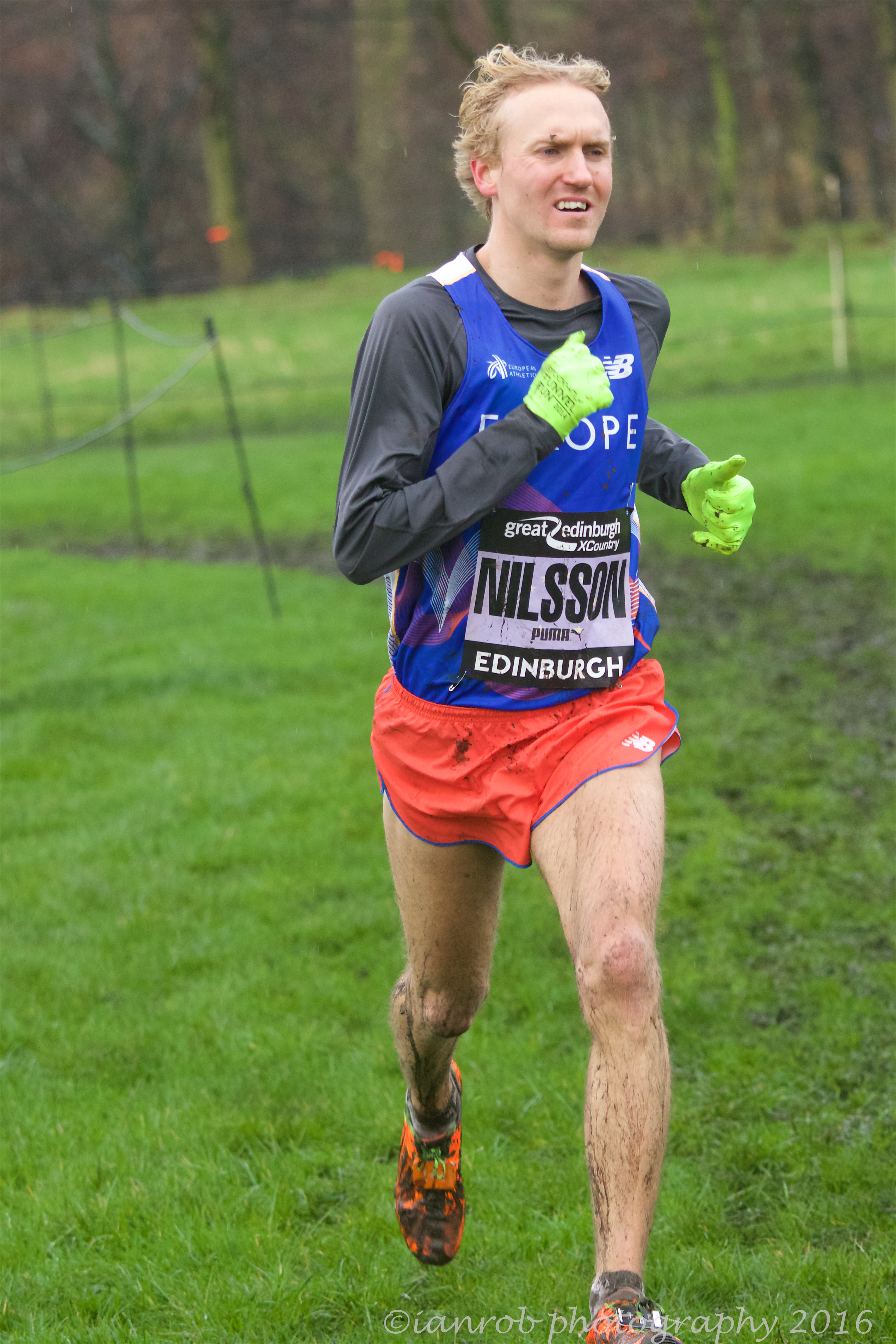
David Nilsson – Rang 23

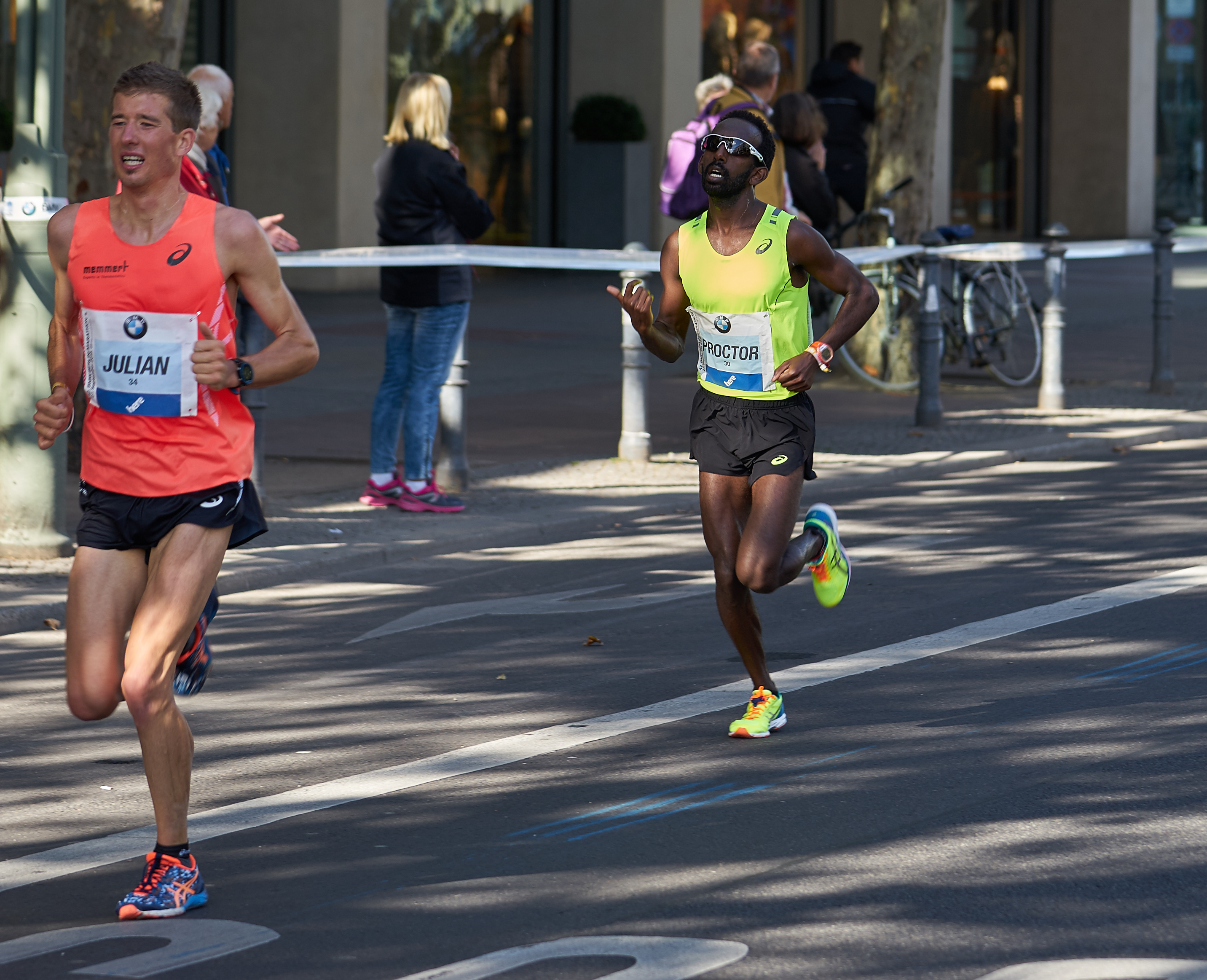
Julian Flügel – Rang 24
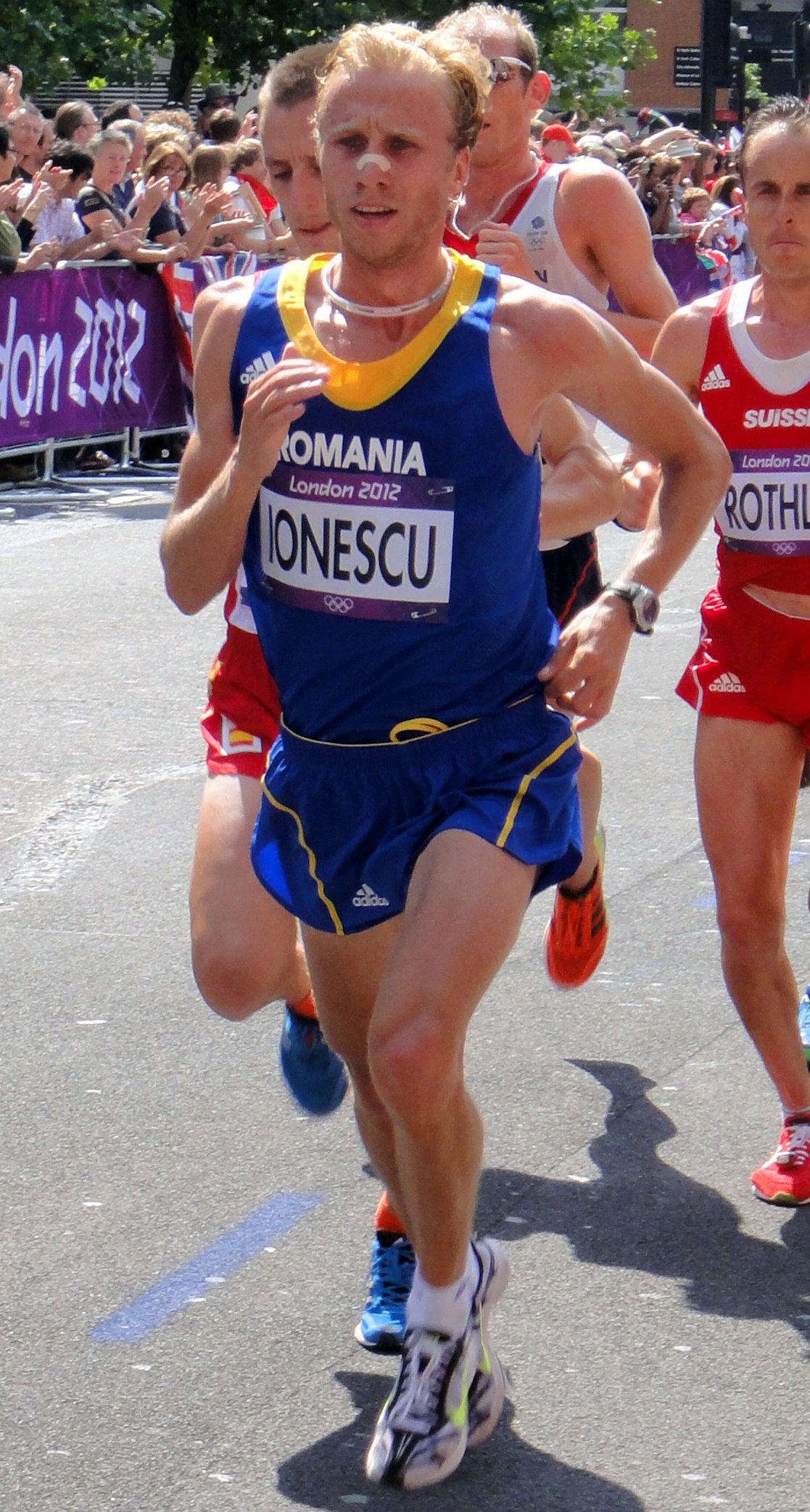
Marius Ionescu – Rang 25
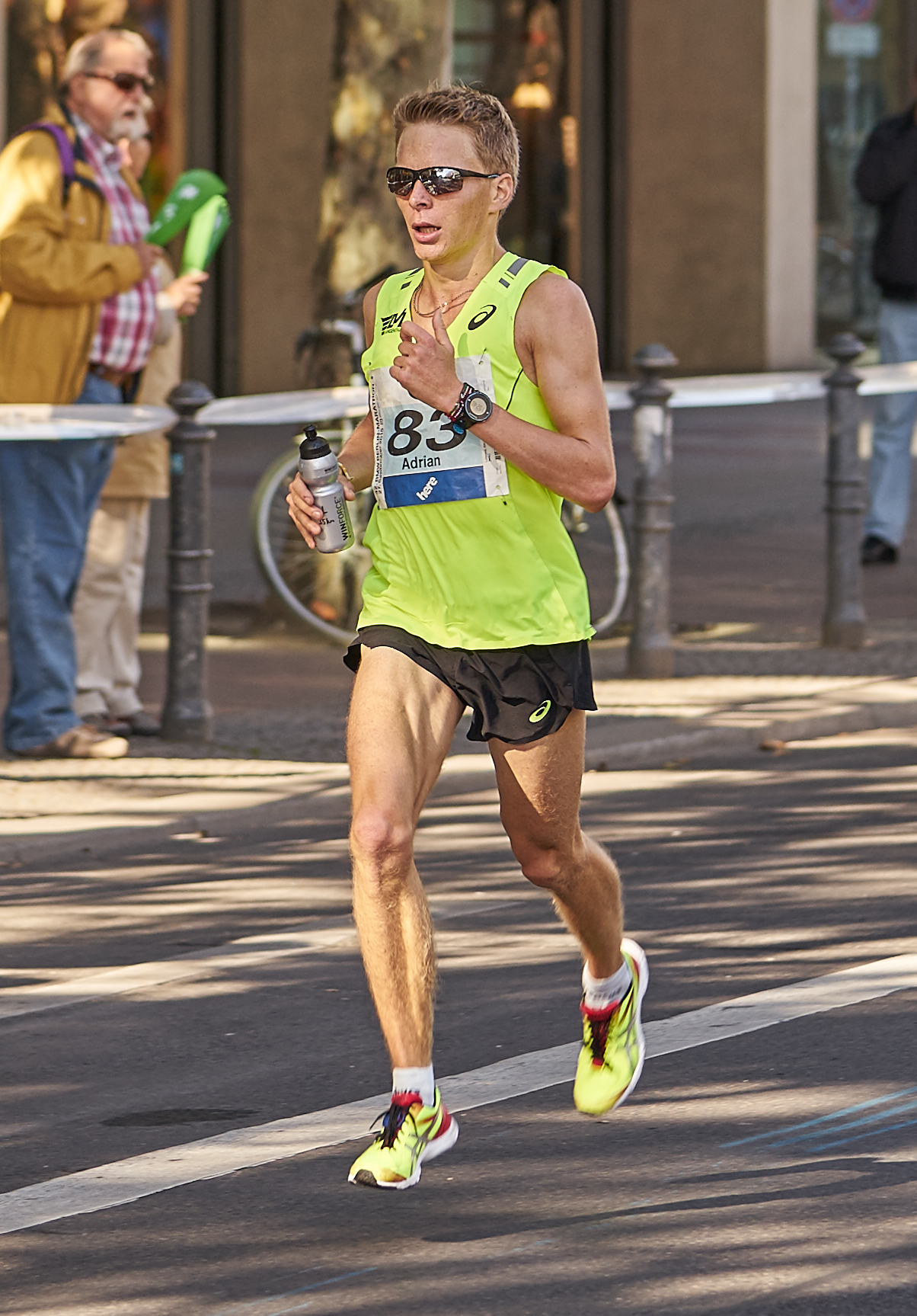
Adrian Lehmann – Rang 26
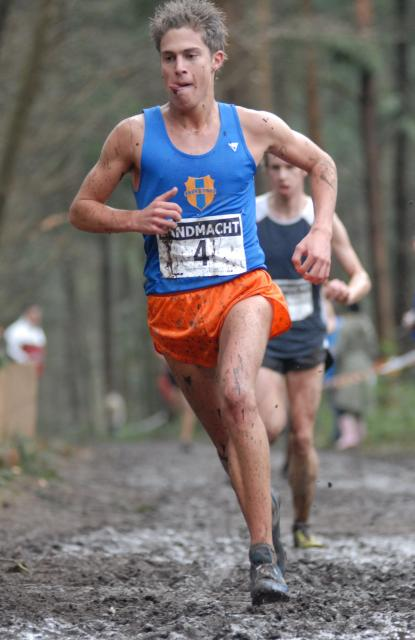
Michel Butter – Rang 27

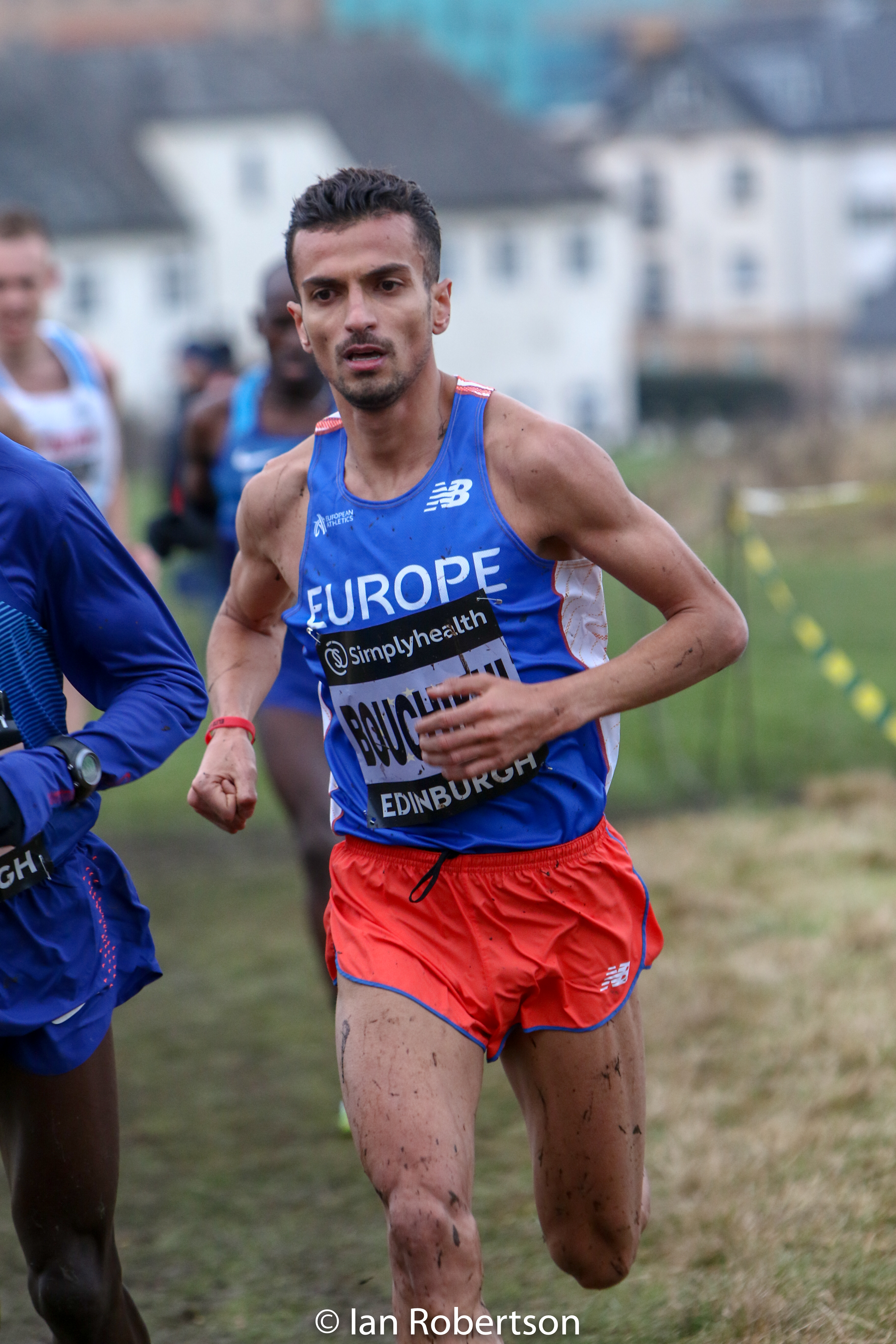
Soufiane Bouchikhi – Rang 28
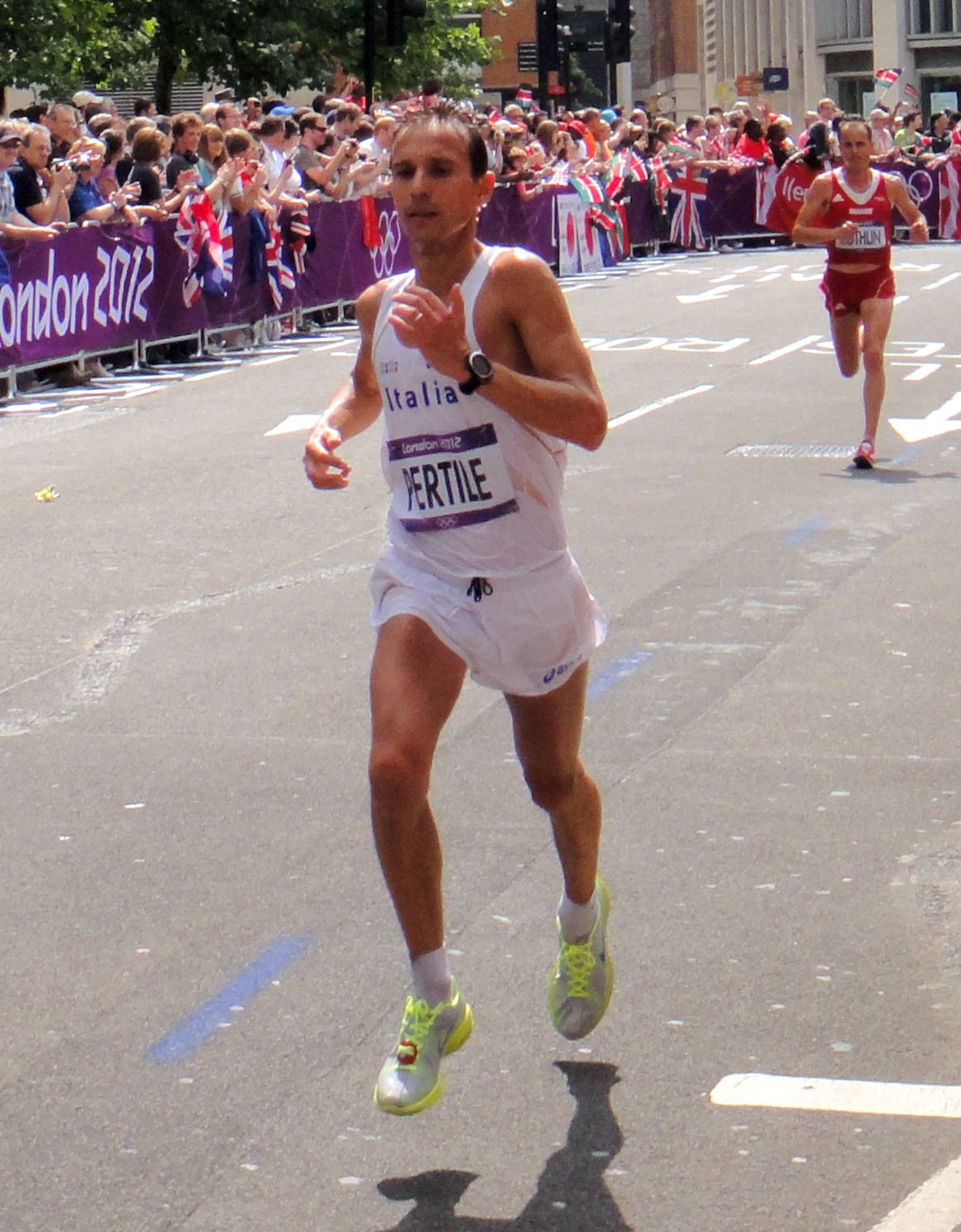
Ruggero Pertile – Rang 29
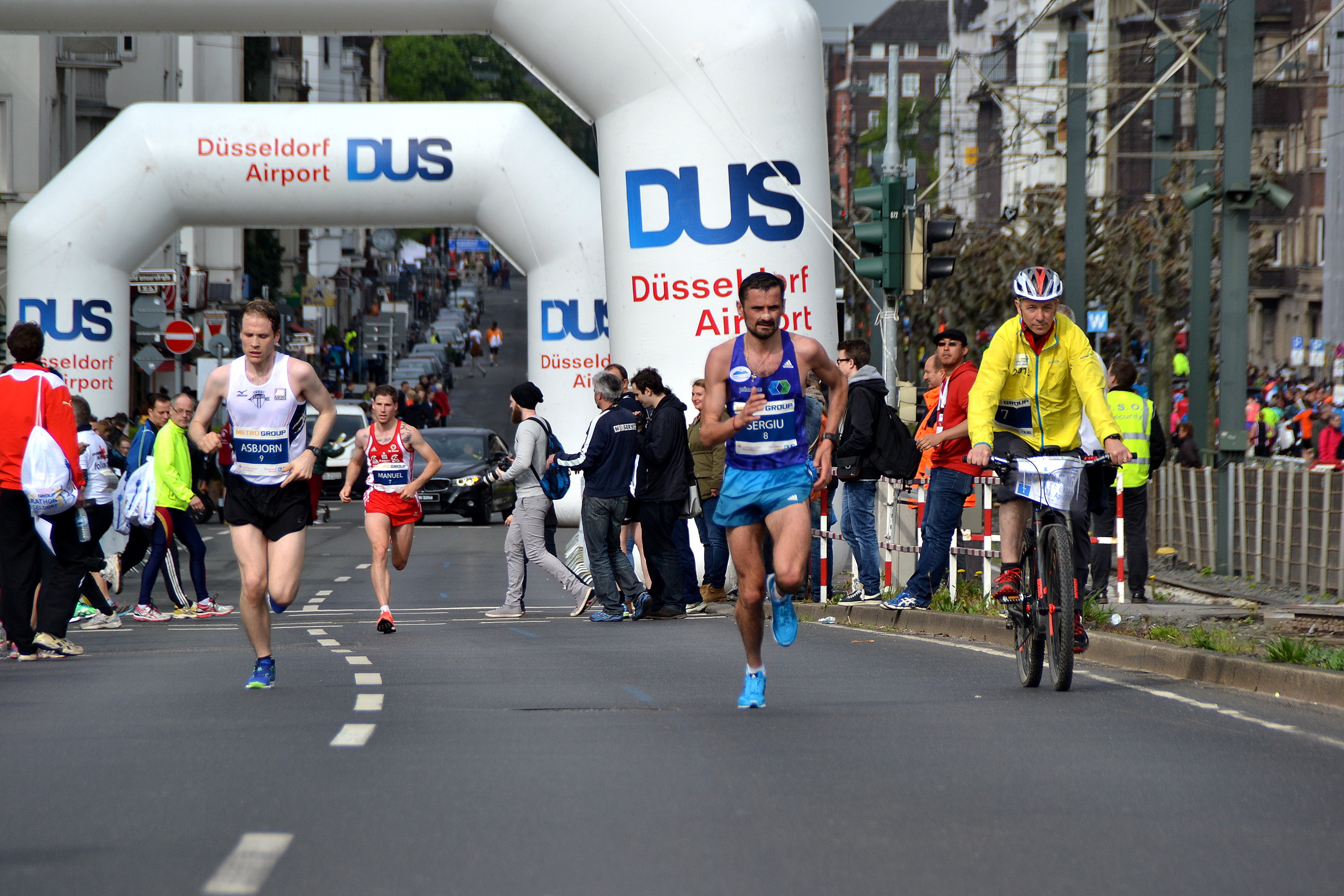
Asbjørn Ellefsen Persen (links, weißes Trikot) – Rang dreißig
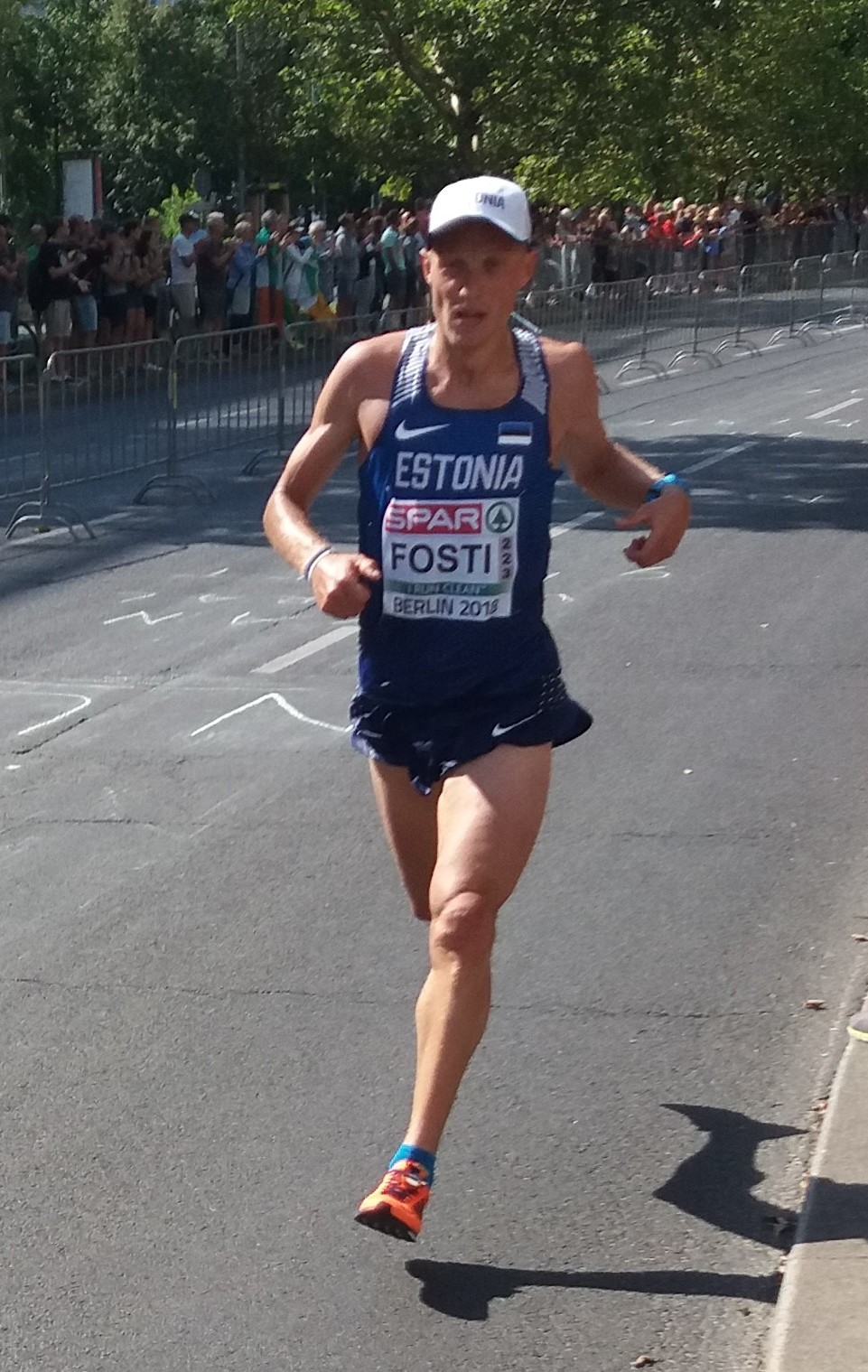
Roman Fosti – Rang 31

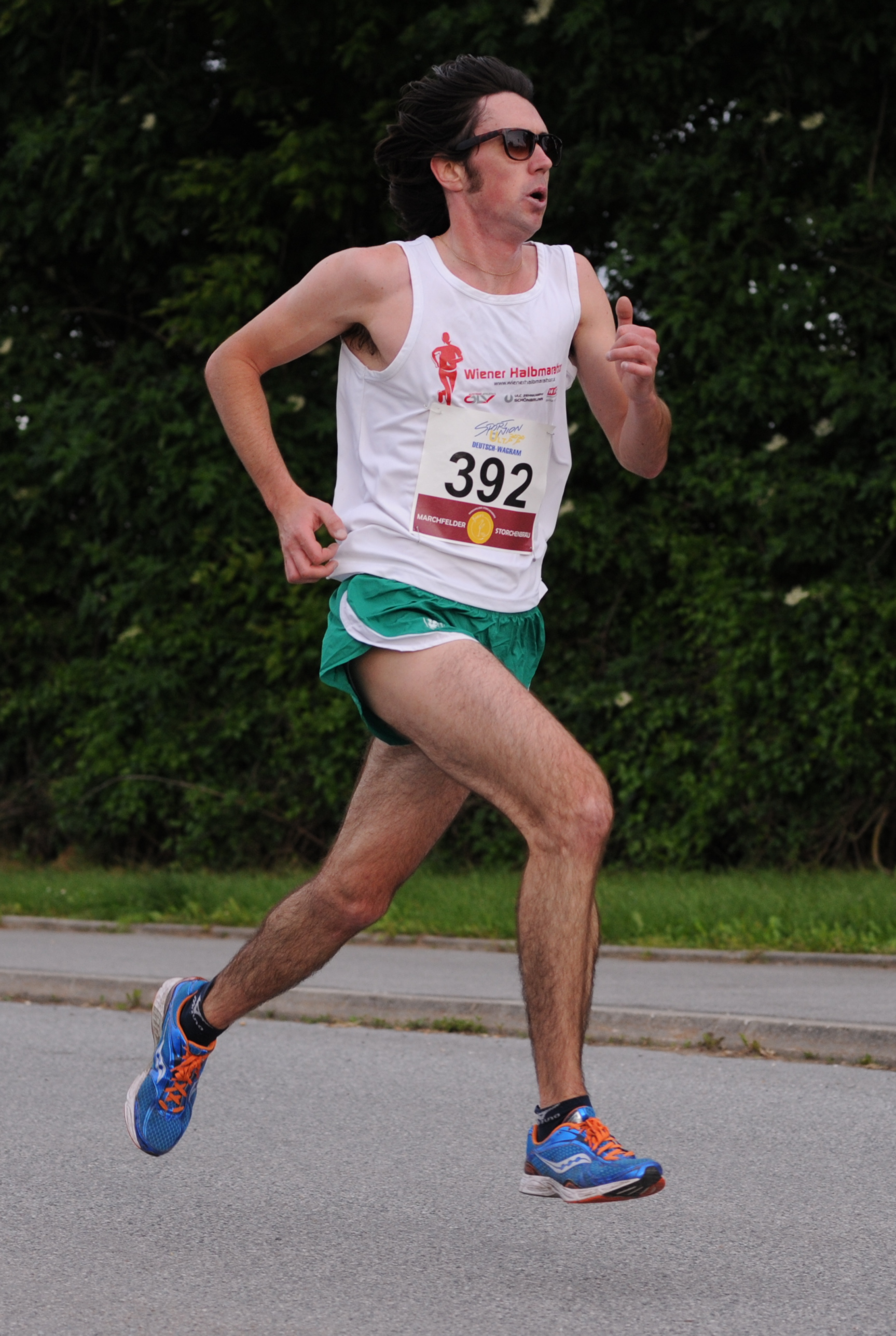
Mick Clohisey – Rang 32
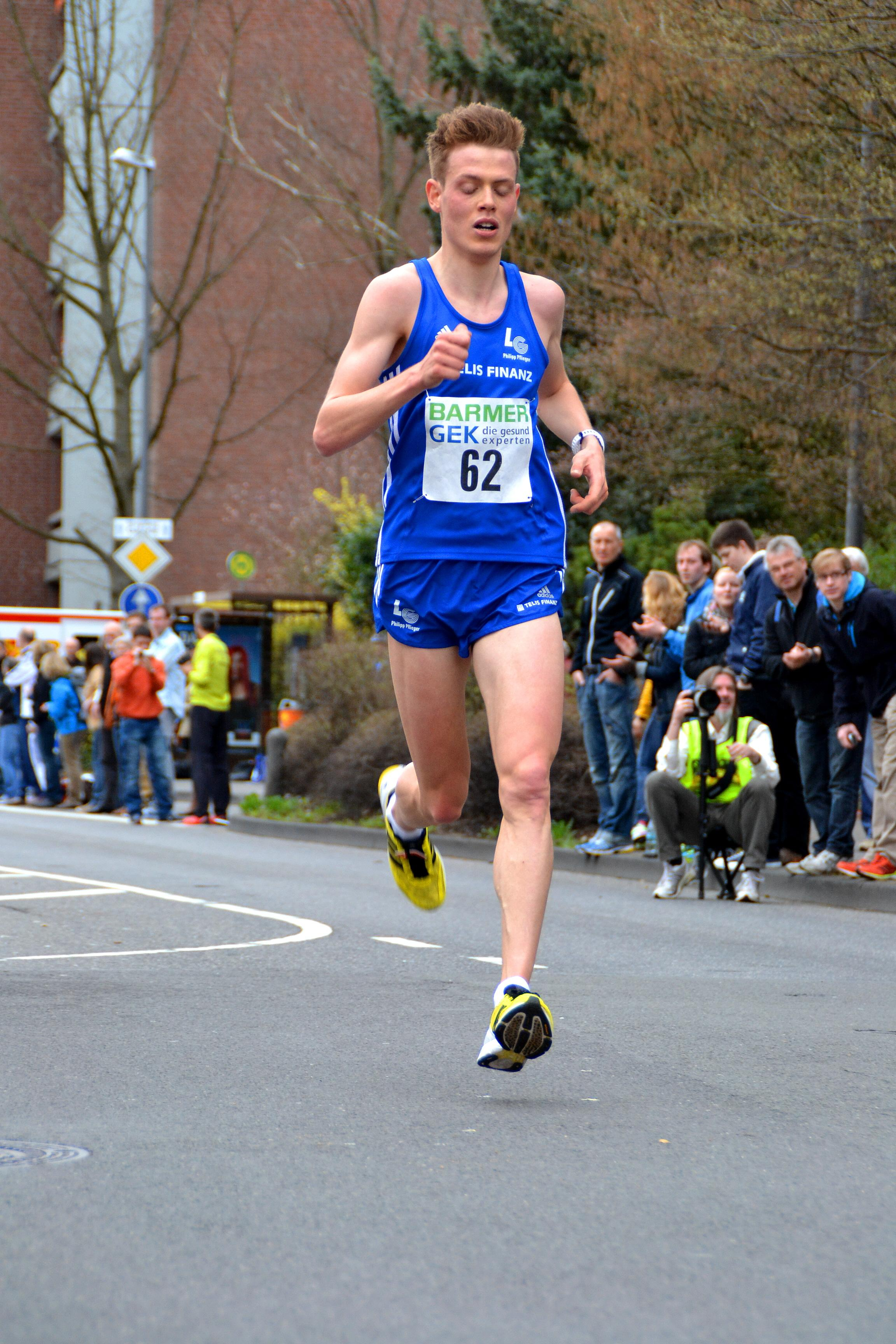
Philipp Pflieger – Rang 33
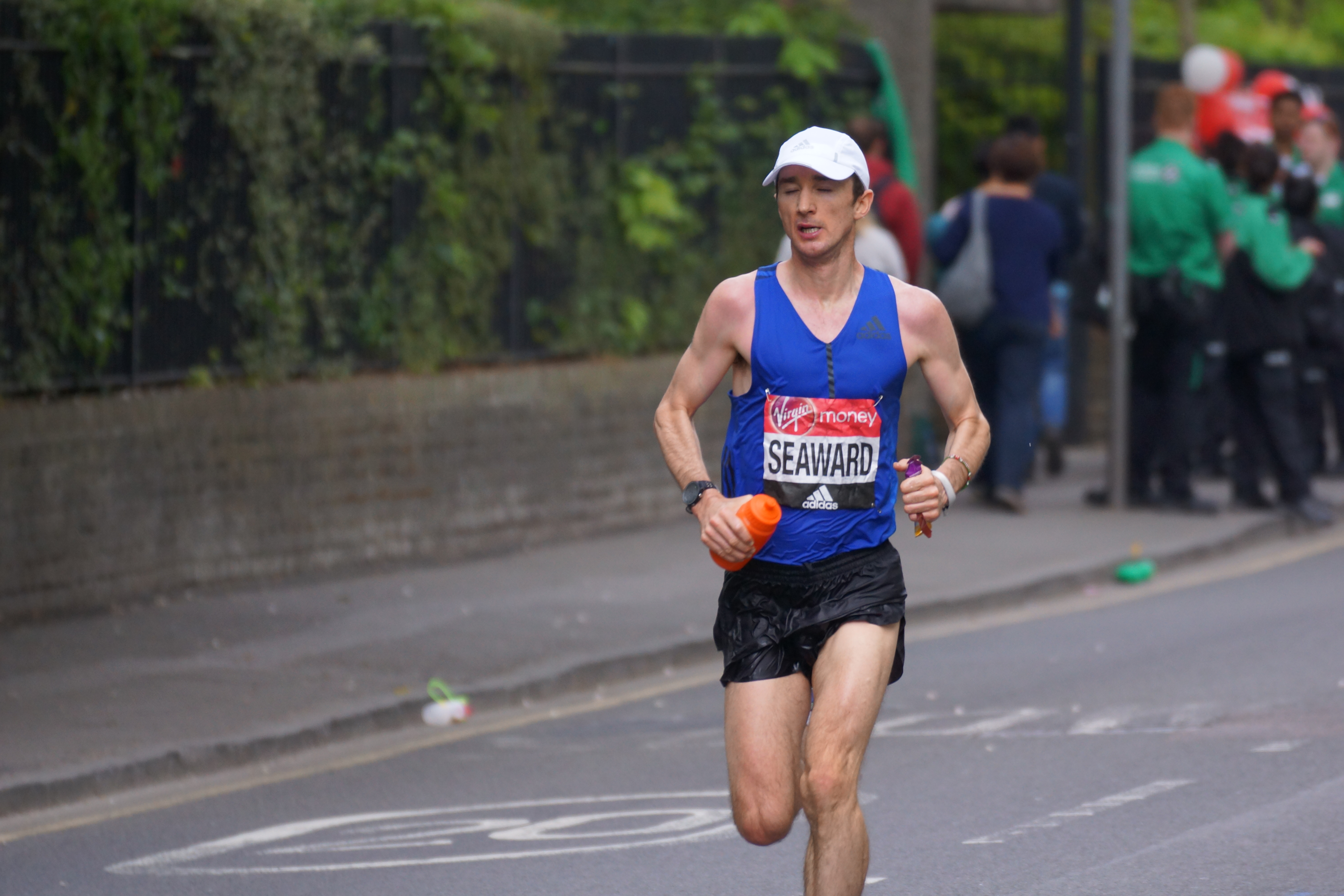
Kevin Seaward – Rang 34
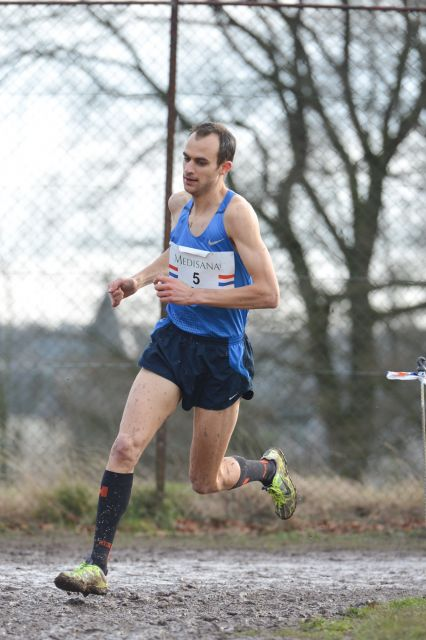
Tom Wiggers – Rang 36

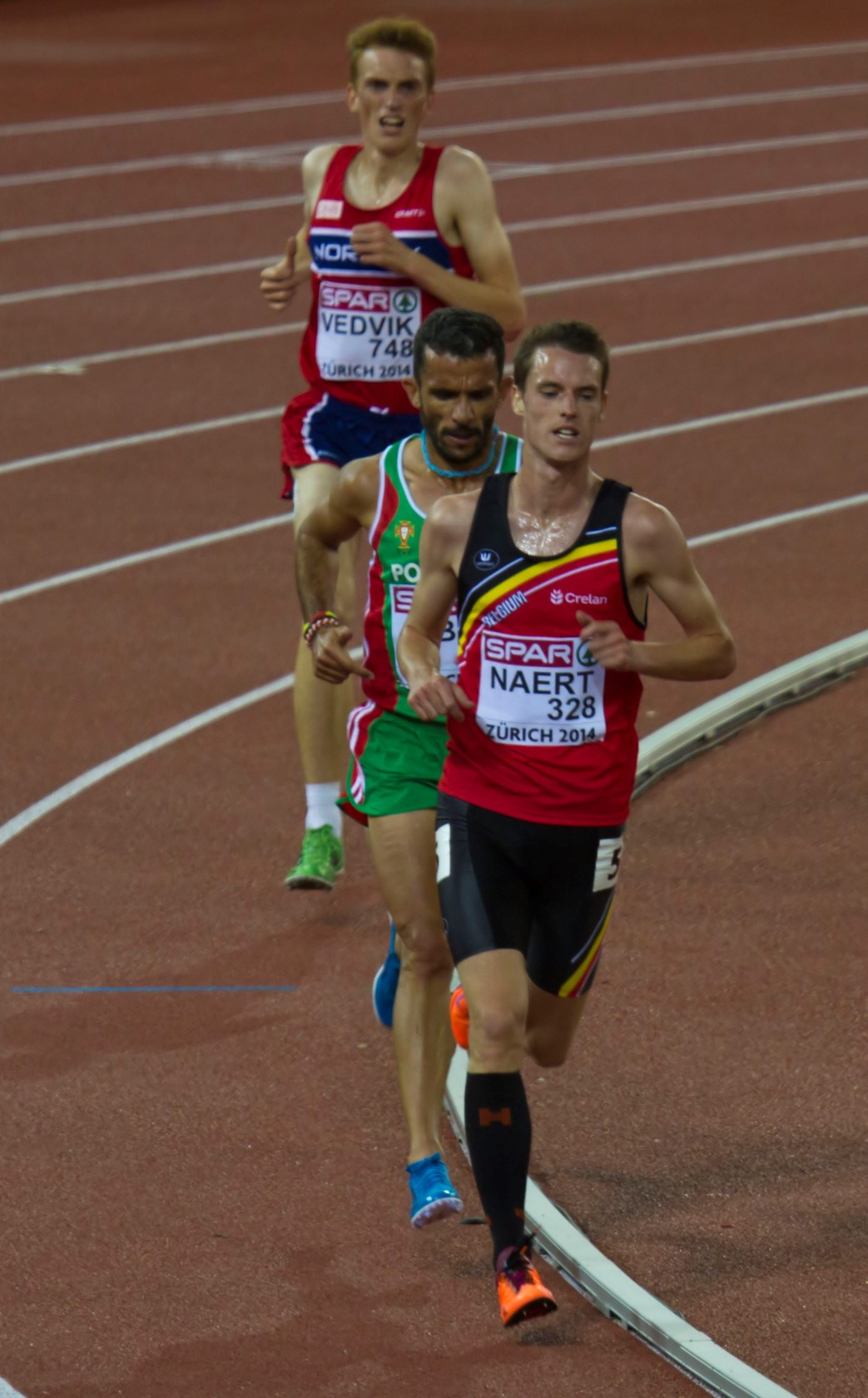
Marius Øyre Vedvik (hier an dritter Stelle) – Rang 37
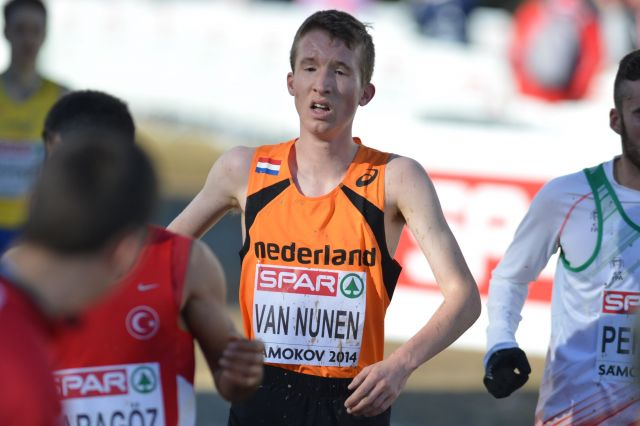
Bart van Nunen – Rang 39
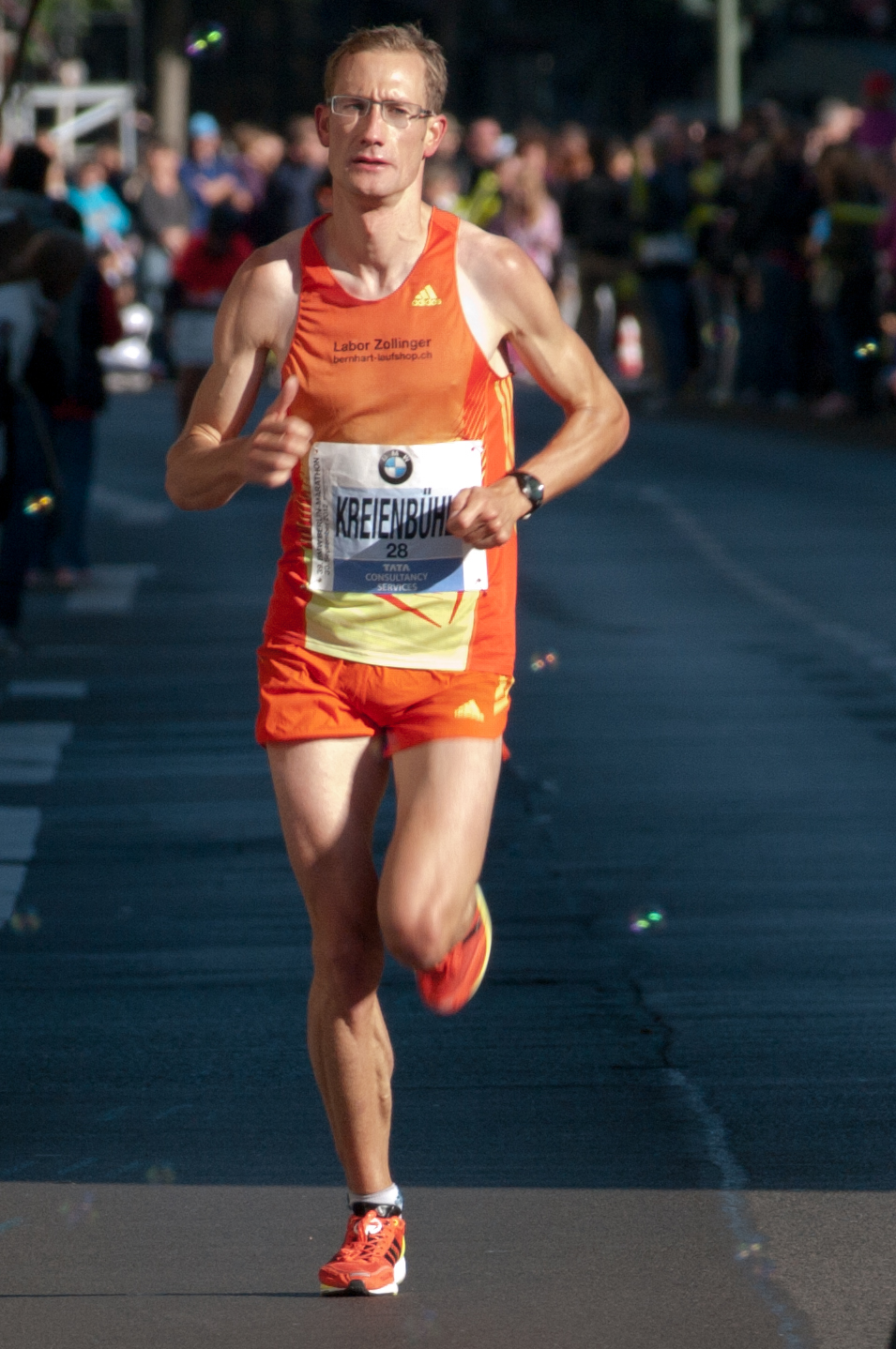
Christian Kreienbühl – Rang 47
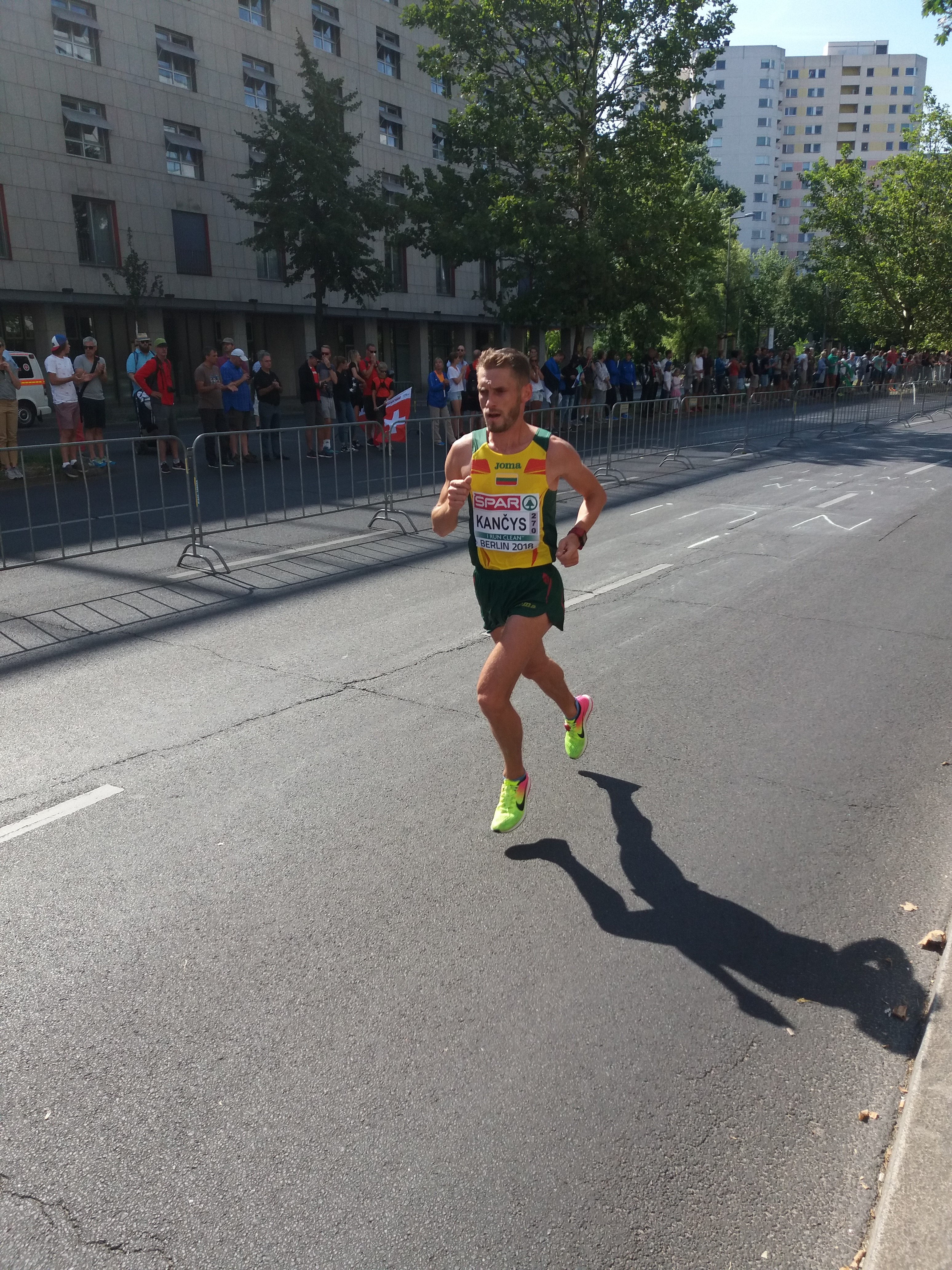
Remigijus Kančys – Rang 48

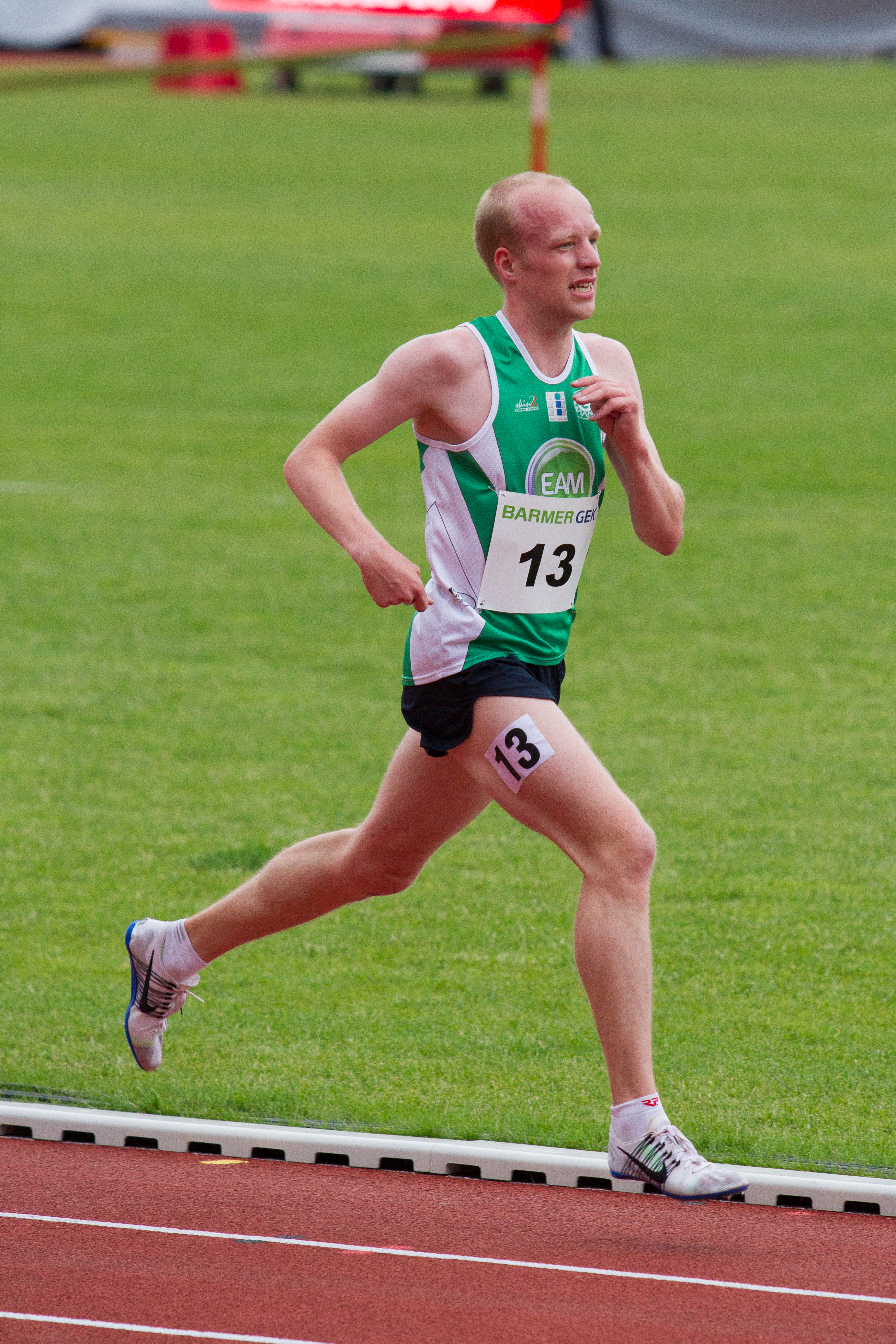
Jens Nerkamp – Rang 51
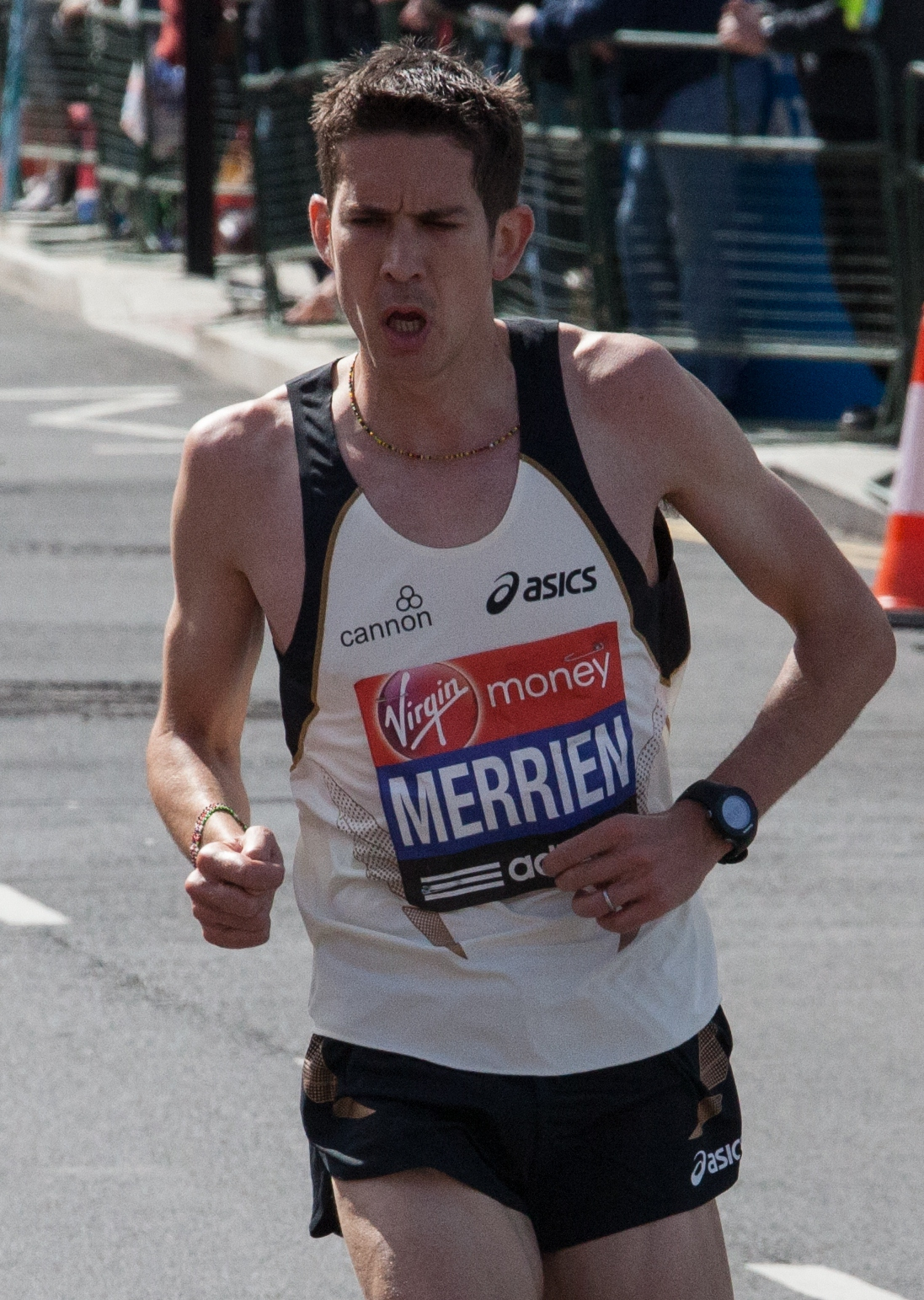
Lee Merrien – Rang 52
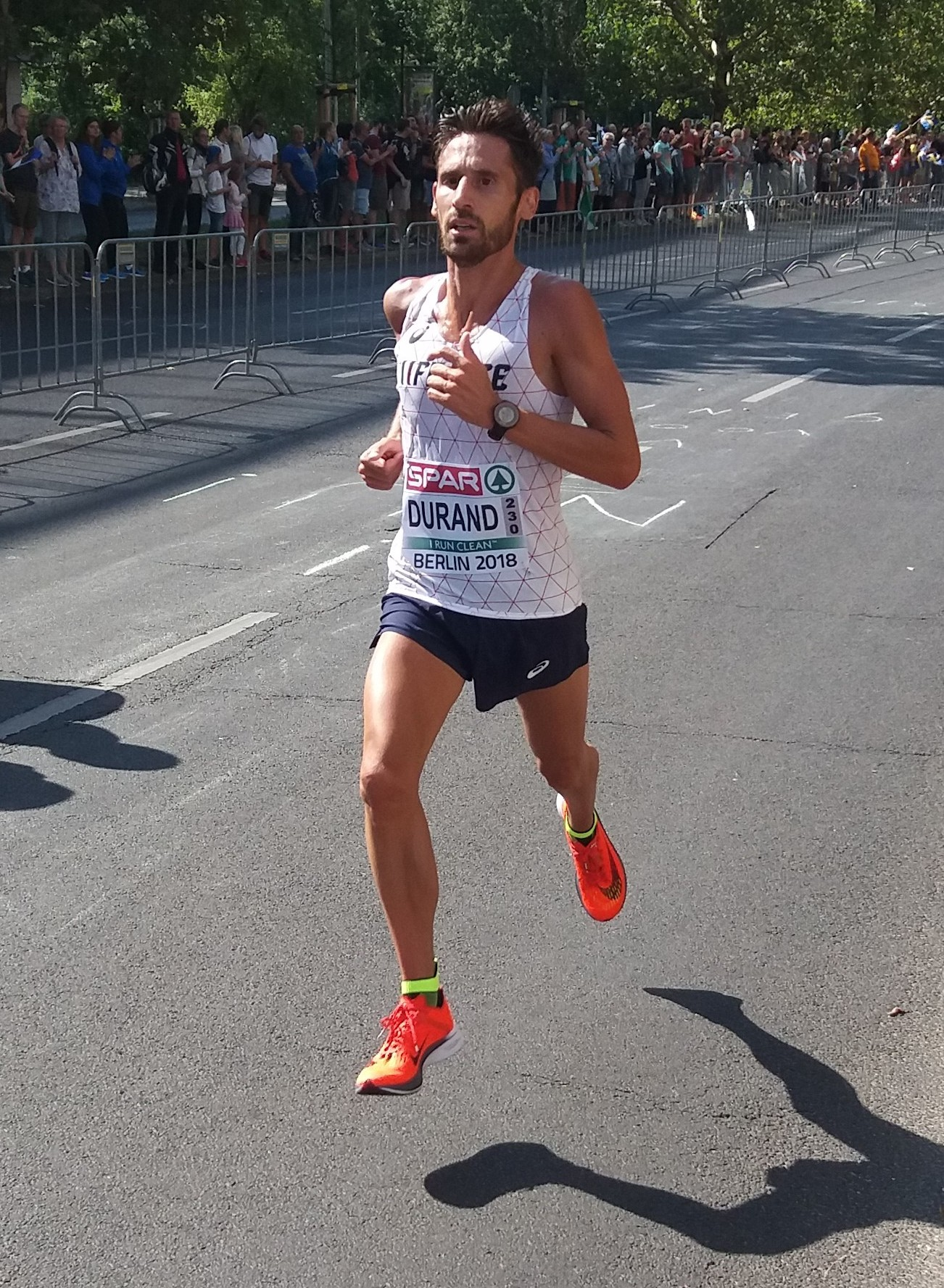
Yohan Durand – Rang 54
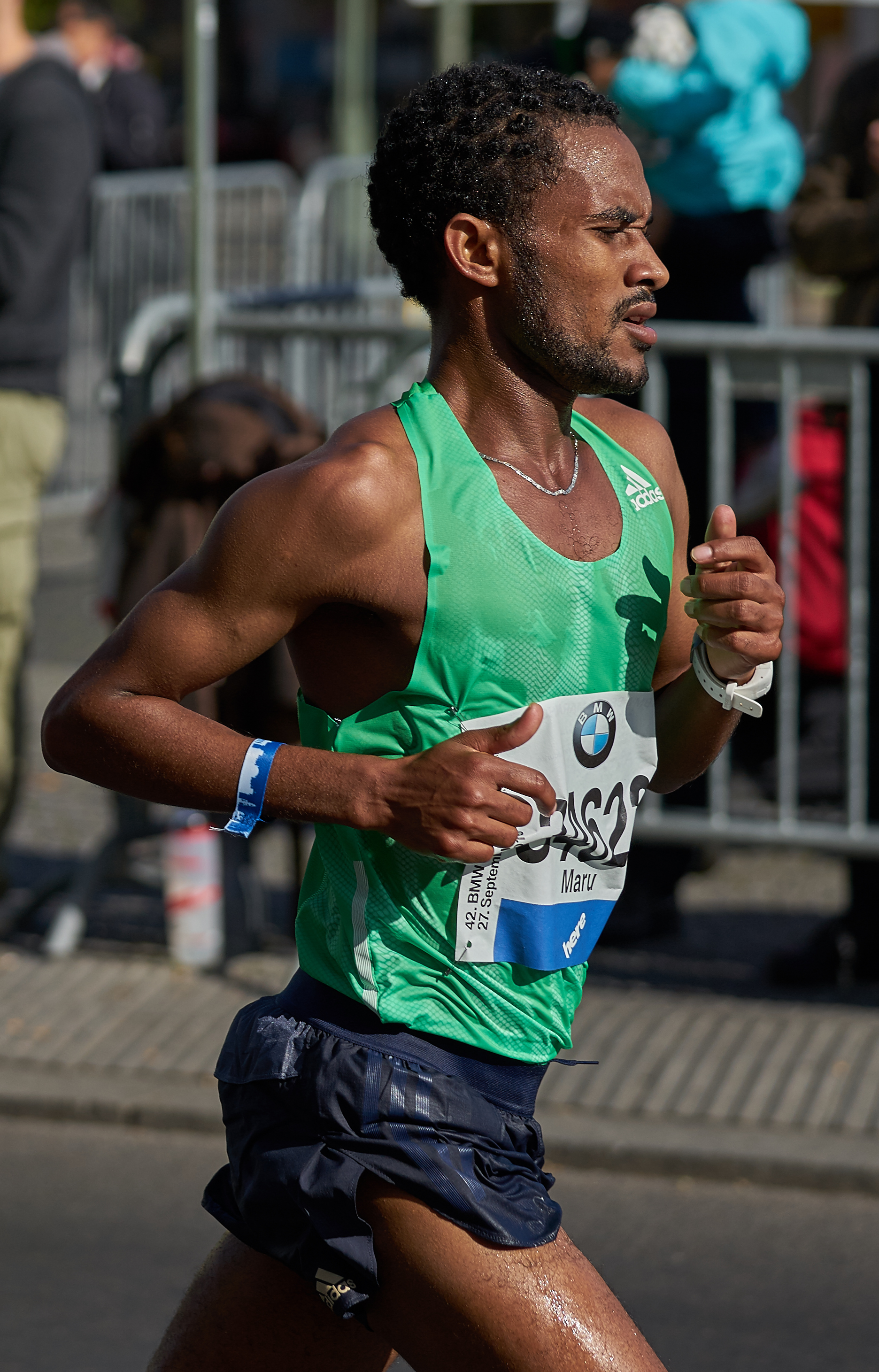
Maru Teferi – Rang 56

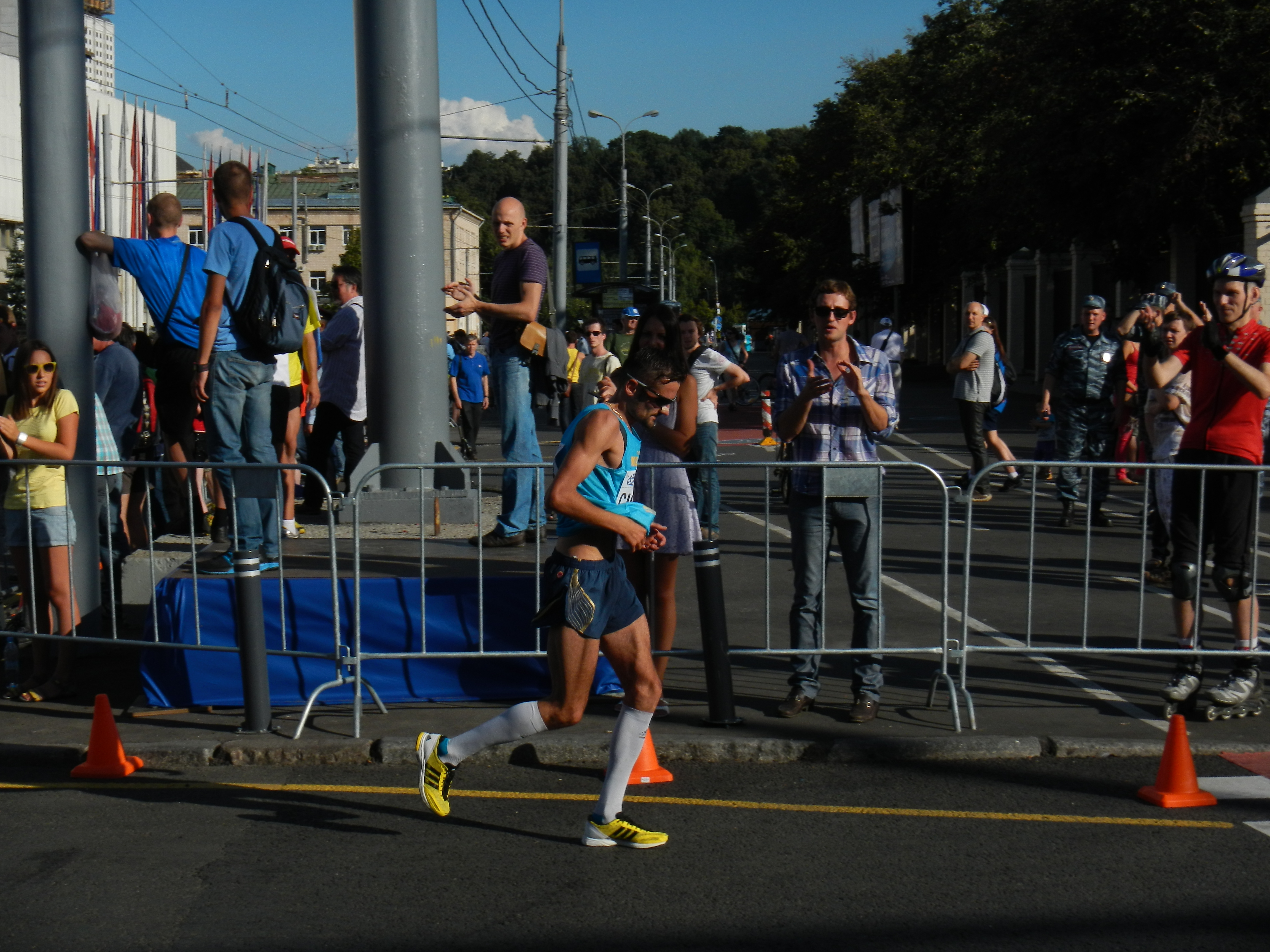
Sergiu Ciobanu – Rang 57
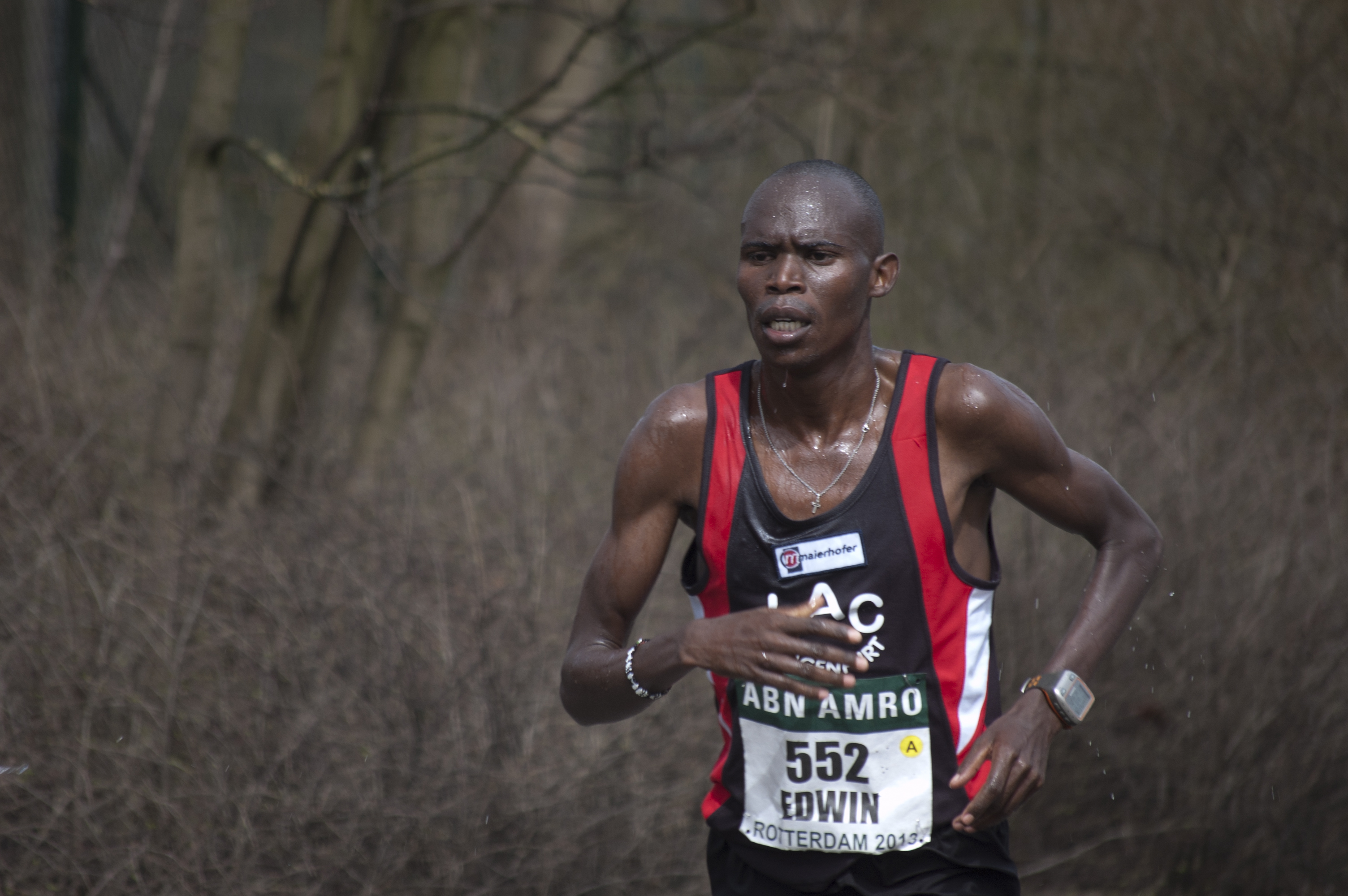
Edwin Kipchirchir Kemboi – Rang 58
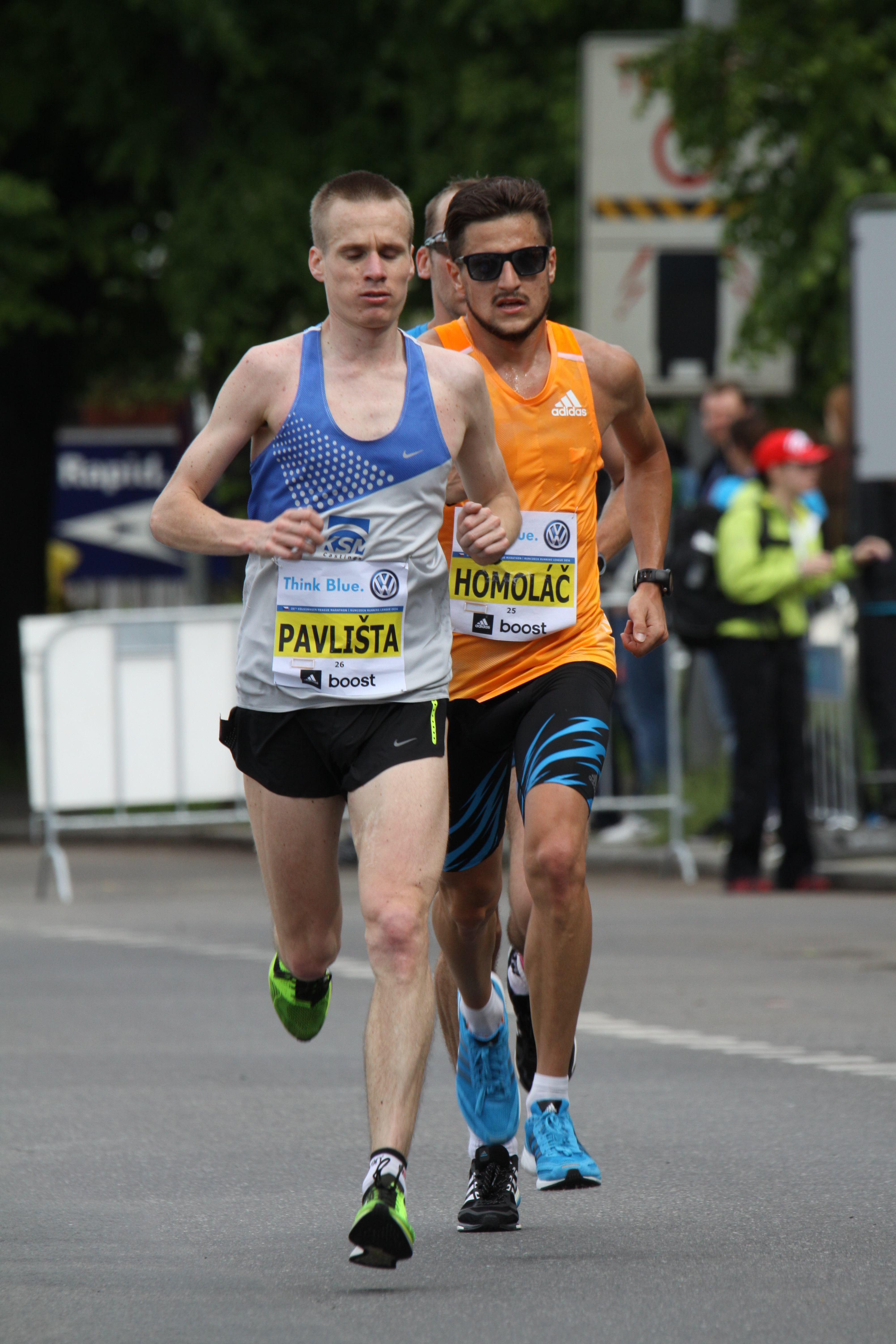
Jiří Homoláč – Rang 64
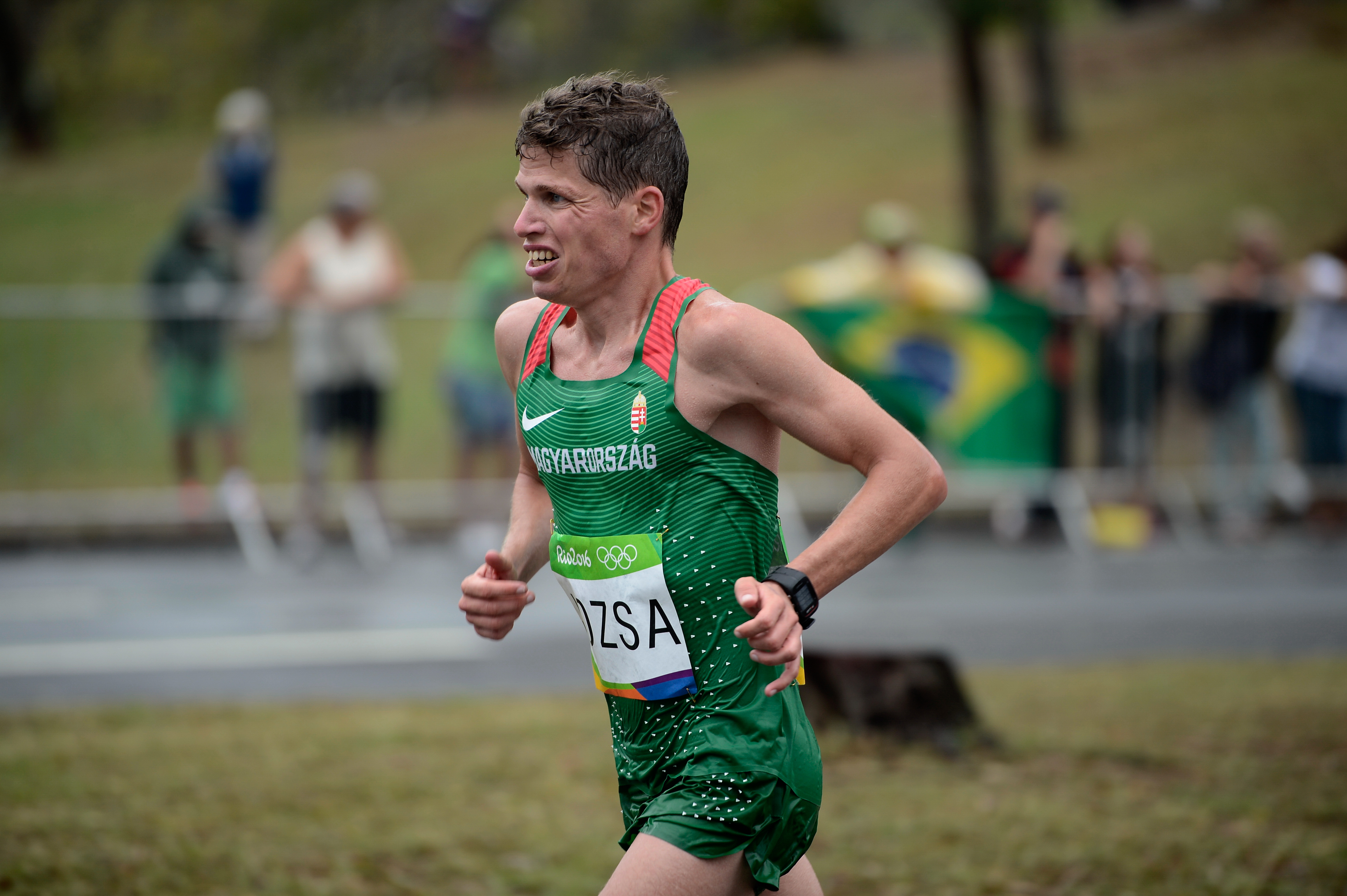
Gábor Józsa – Rang 69

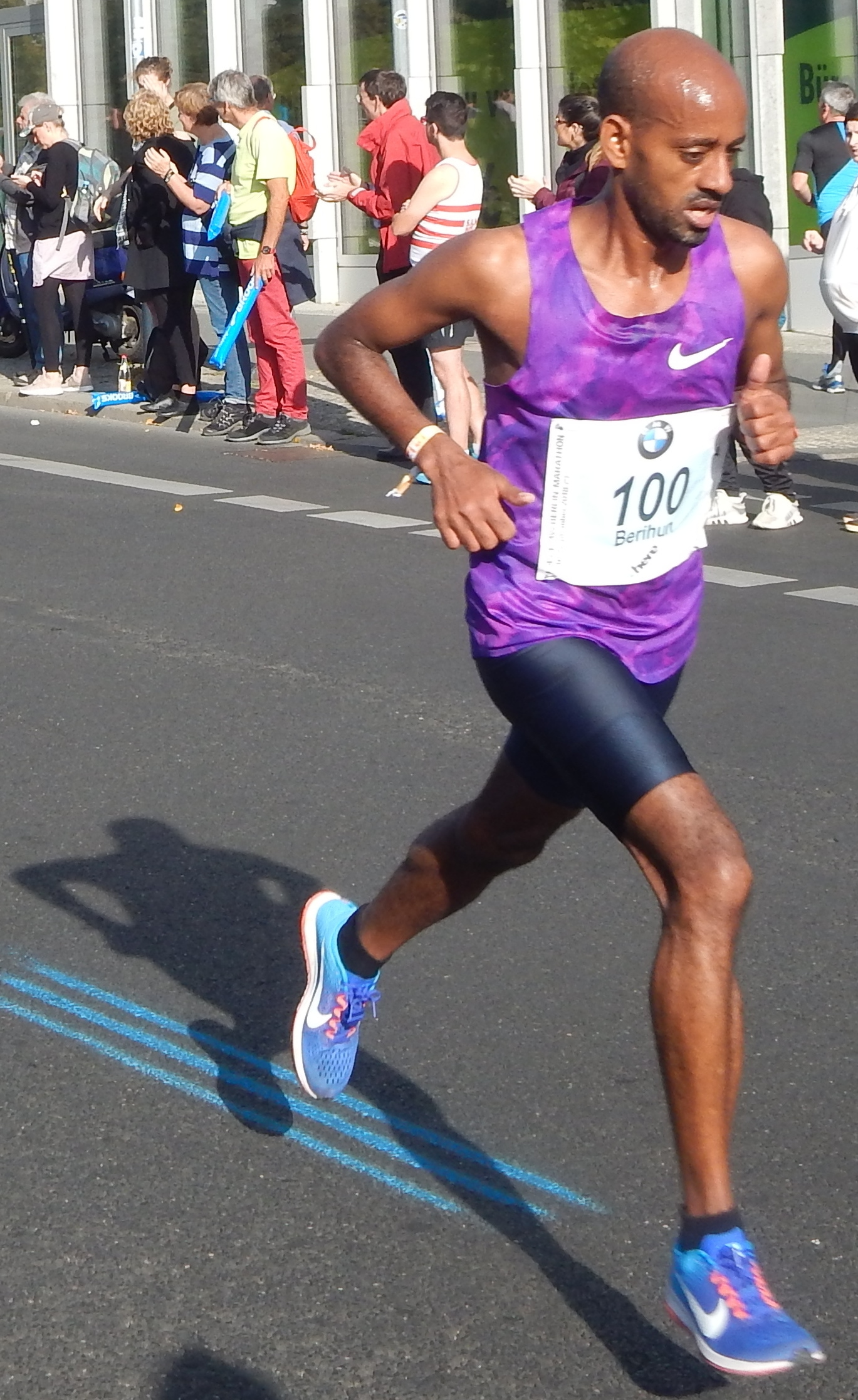
Berihun Wuve – Rang siebzig
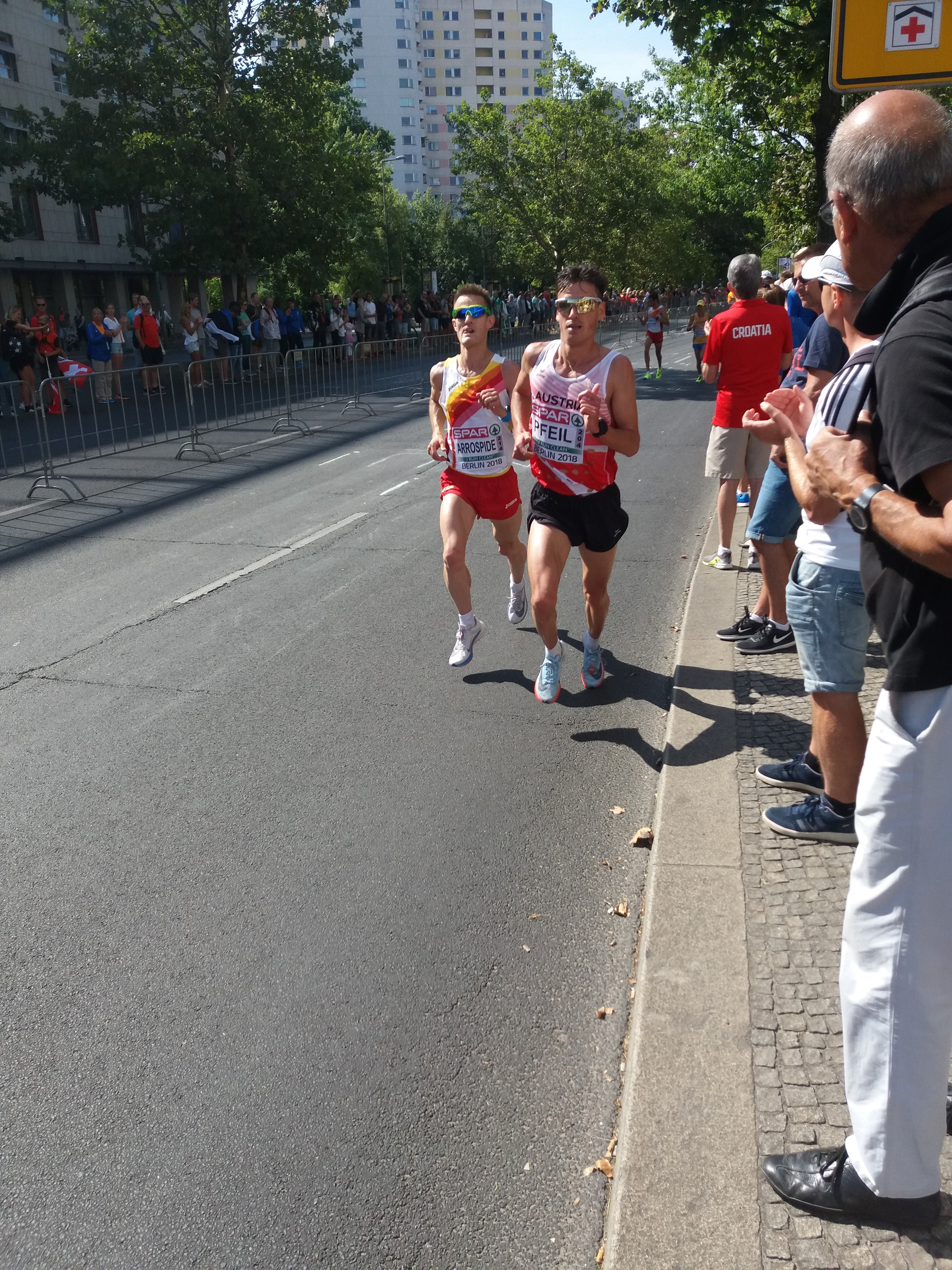
Valentin Pfeil (rechts) – Rang 71
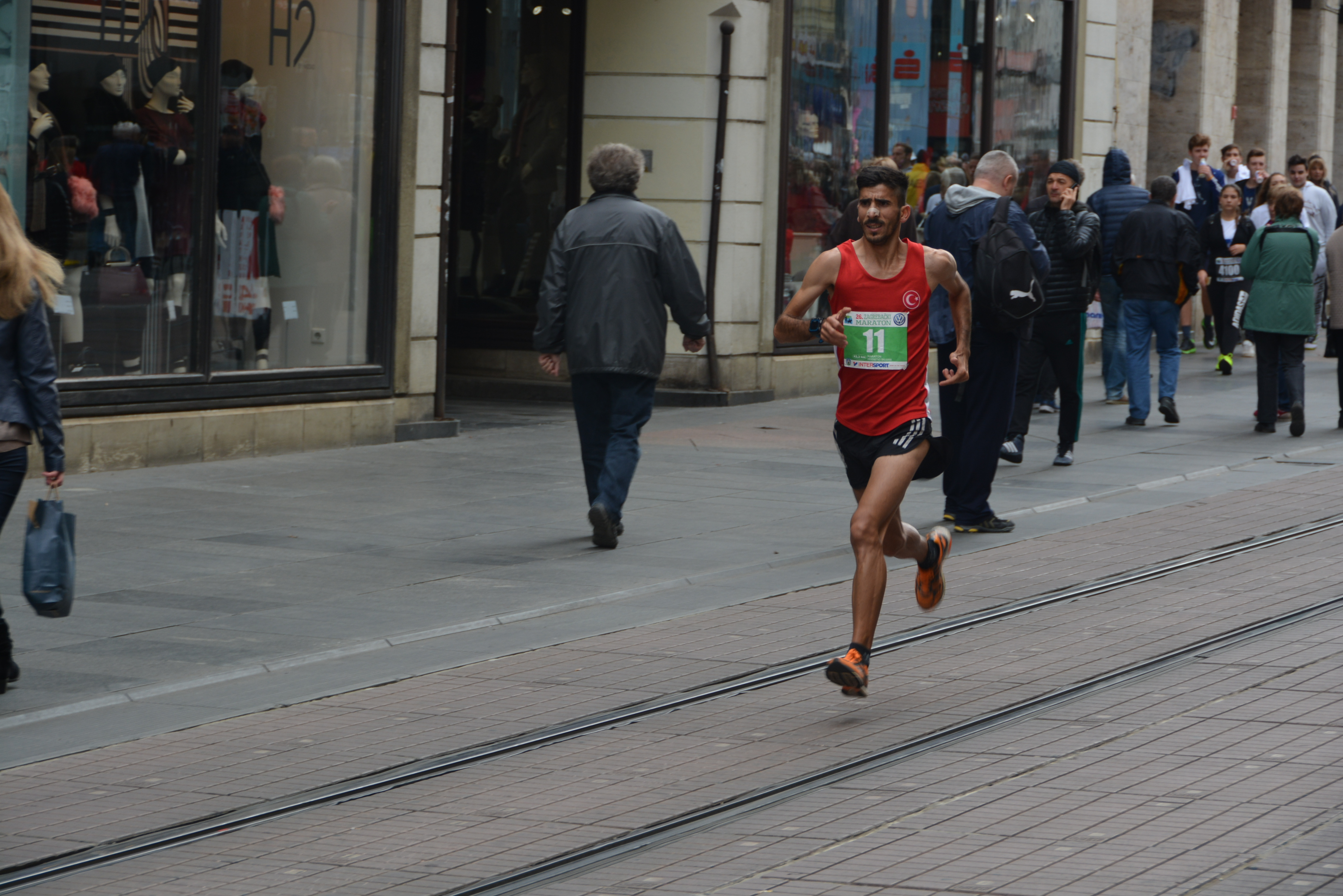
Yavuz Ağralı – Rang 73
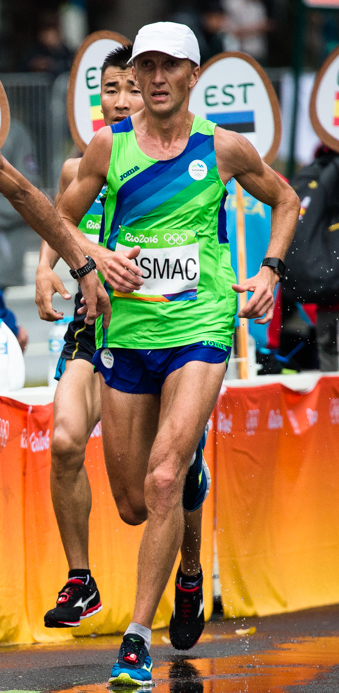
Anton Kosmač – Rang 74

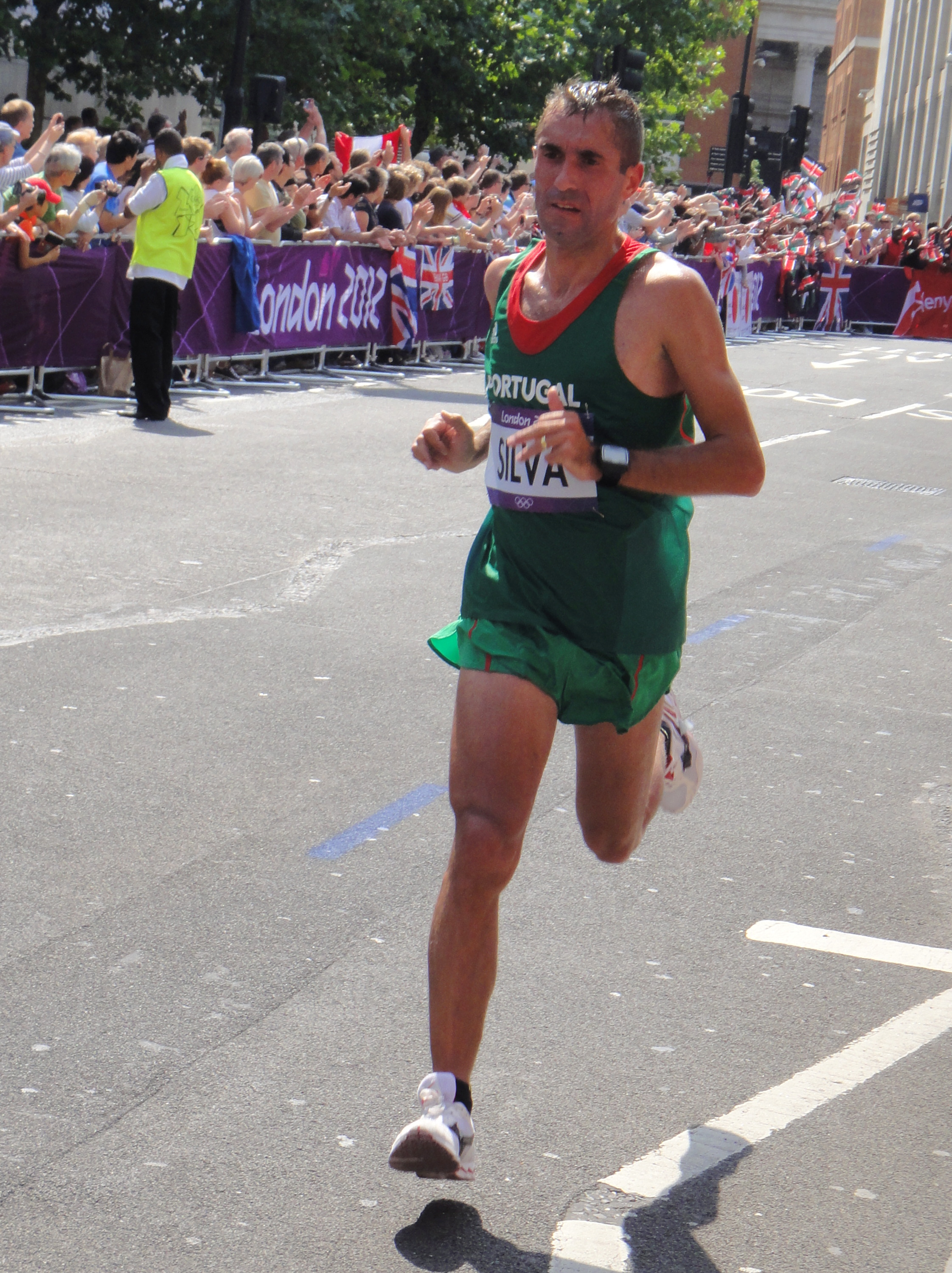
Rui Pedro Silva – Rang 76
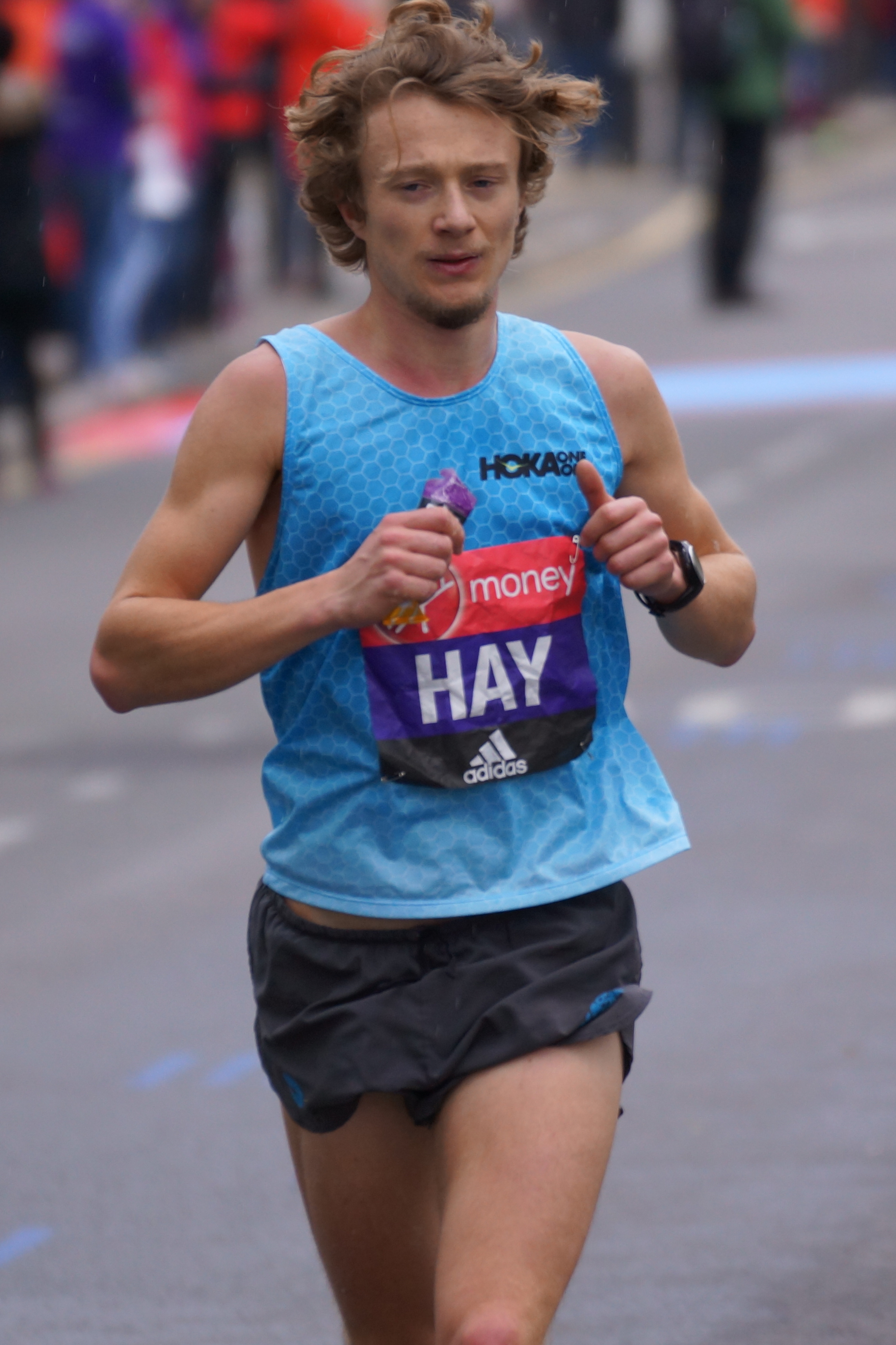
Jonathan Hay – Rang 77
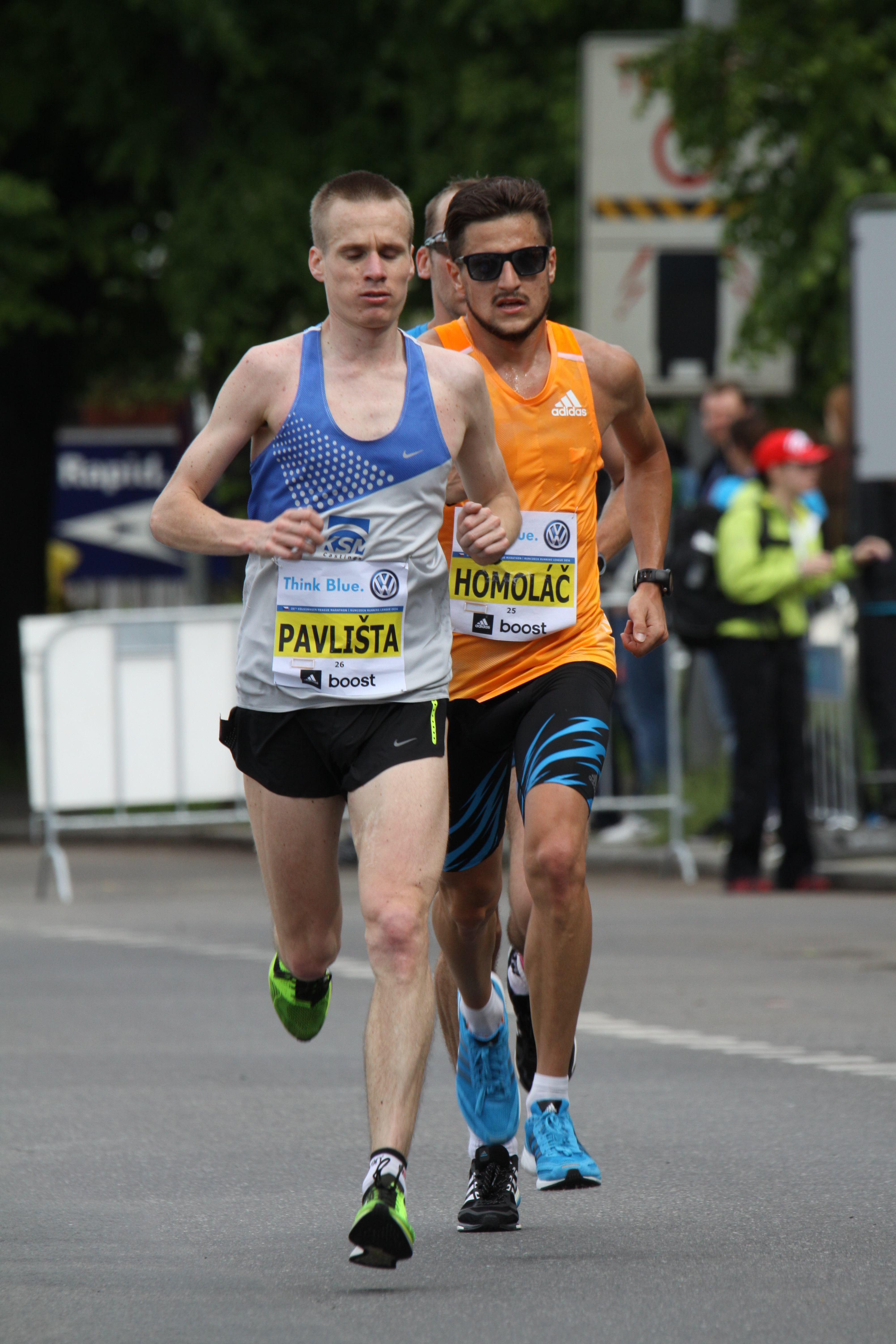
Vít Pavlišta  – Rang 82
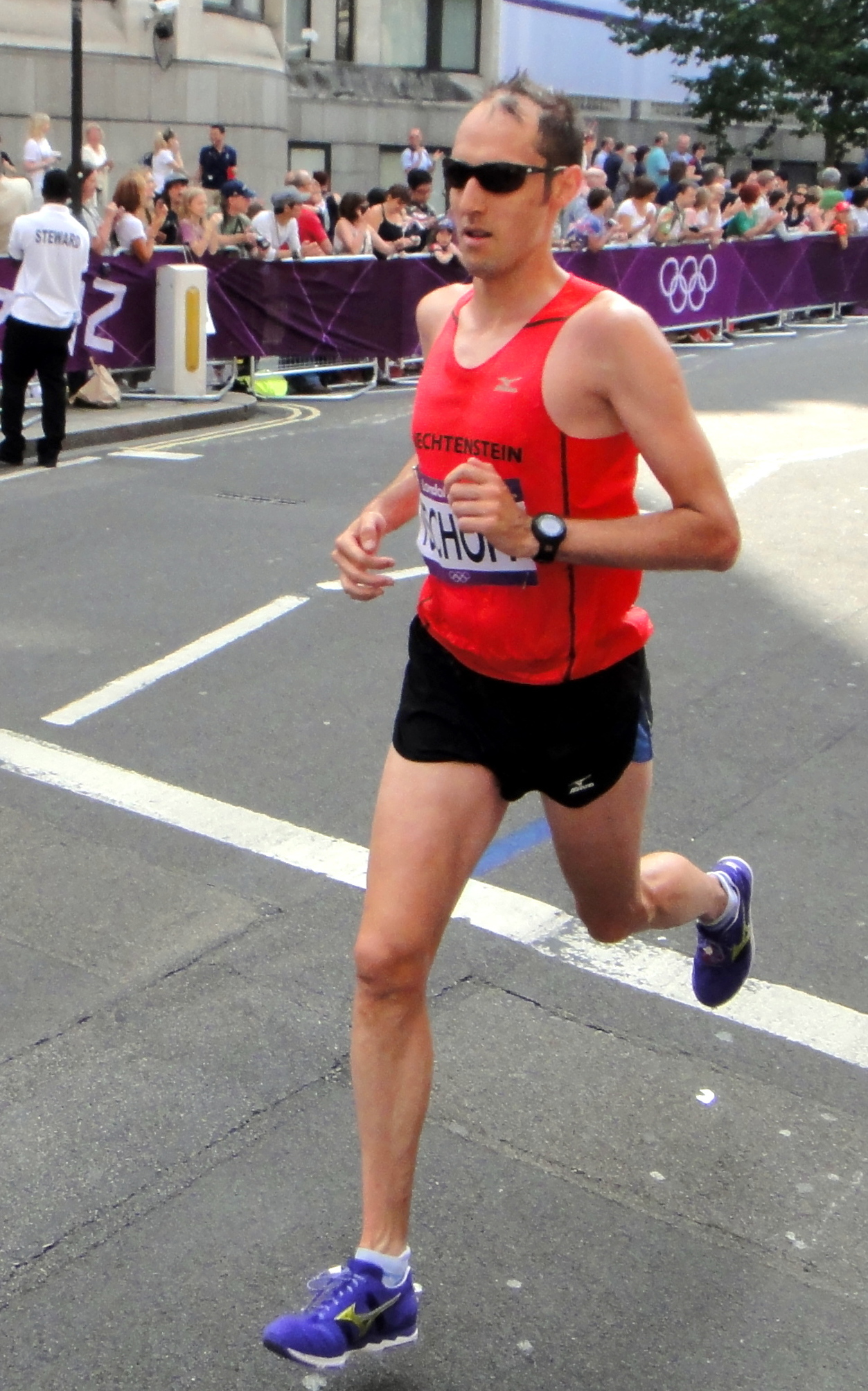
Marcel Tschopp – Rang 83

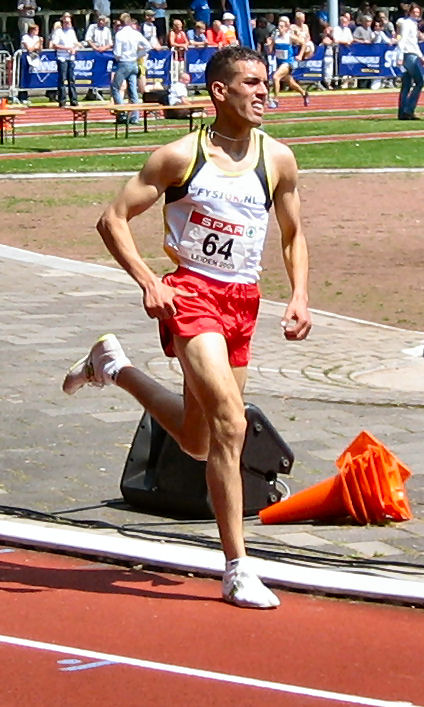
Khalid Choukoud – Rennen nicht beendet
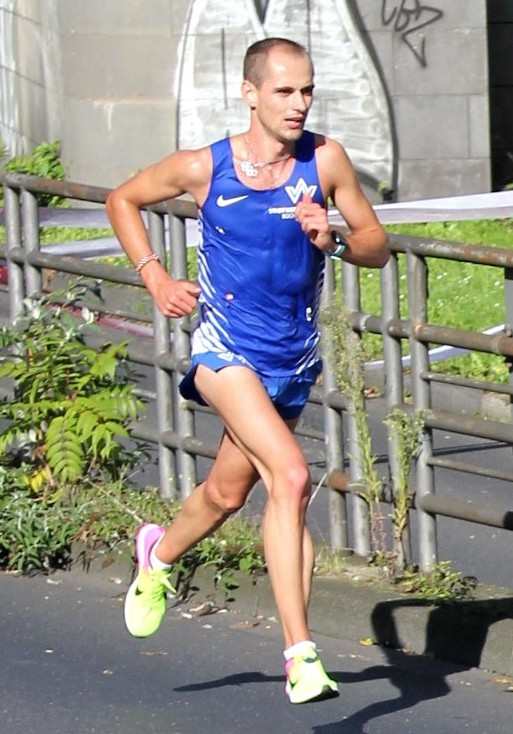
Hendrik Pfeiffer – Rennen nicht beendet
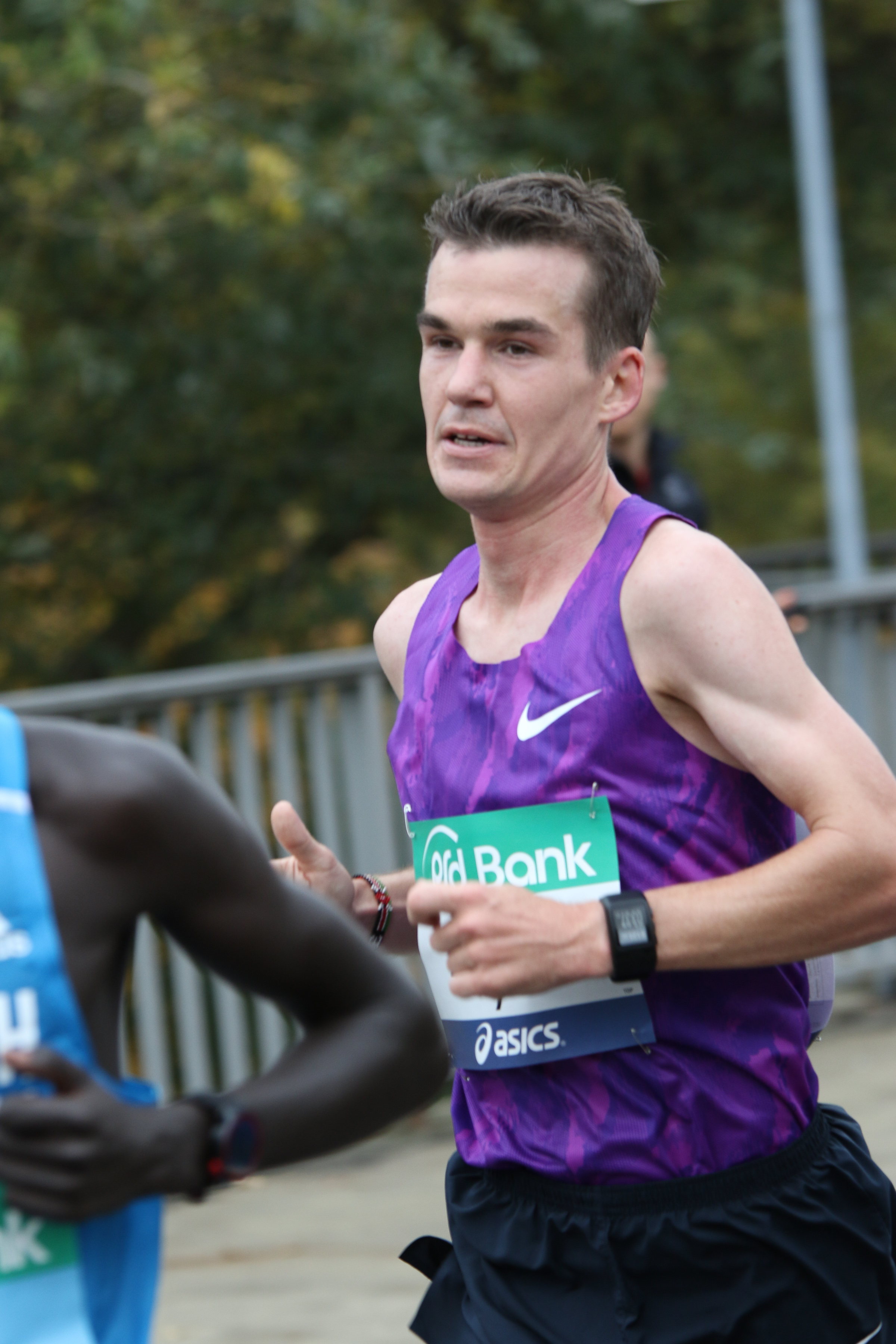
Arne Gabius – Rennen nicht beendet
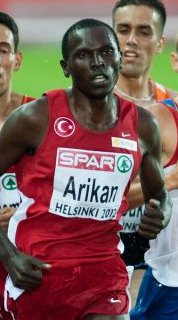
Polat Kemboi Arıkan – Rennen nicht beendet

## Videolink
- Half Marathon Men-European Athletics Championships Amsterdam 2016, youtube.com, abgerufen am 18. März 2023